# المسيحية في جورجيا

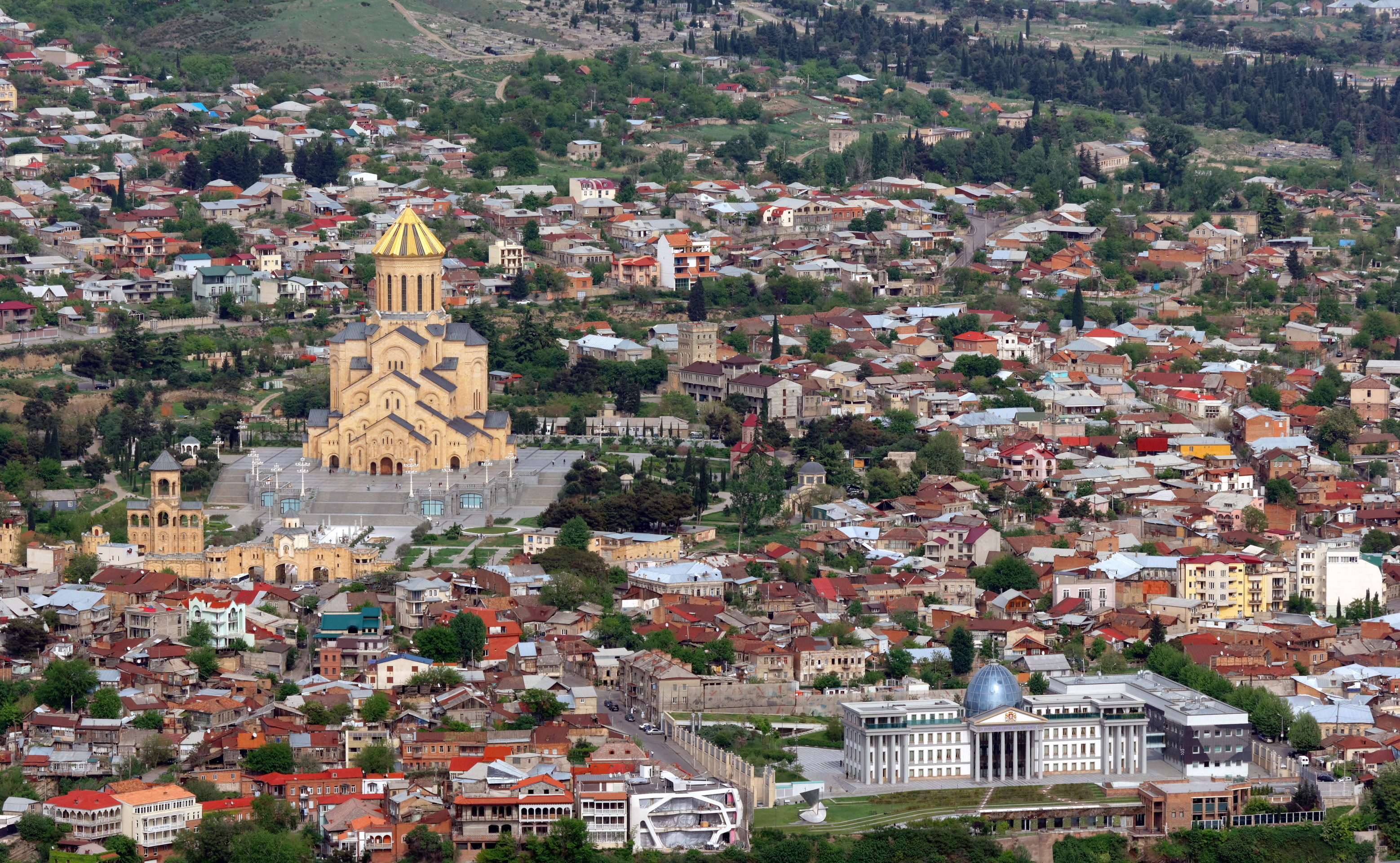
كاتدرائية ساميبا تتوسط مدينة تبليسي: طورَّت الكنيسة الجورجية الرسولية الأرثوذكسية ثقافتها الدينية الخاصة.

المسيحية في جورجيا هي أكبر ديانة معتنقة، والديانة الرئيسية للبلاد. الكنيسة الجورجية الرسولية الأرثوذكسية المستقلة هي إحدى أقدم الكنائس المسيحية في العالم. بحسب التقاليد الكنسيّة أسسها القديس أندراوس في القرن الأول الميلادي. في النصف الأول من القرن الرابع اُعتمدت المسيحية كدين للدولة. وفر هذا الأمر إحساساً قوي بالهوية الوطنية التي ساعدت في الحفاظ على الهوية الوطنية الجورجية على الرغم من الفترات متكررة من الاحتلال الأجنبي ومحاولات الاستيعاب.
وفقًا لدستور جورجيا، المؤسسات الدينية منفصلة عن السلطة، ولكل مواطن الحق في الدين. ومع ذلك، يعترف الدستور «بالدور الخاص للكنيسة الجورجية الرسولية الأرثوذكسية في تاريخ جورجيا واستقلالها». وفقاً لتعدد السكان عام 2014 فإن معظم سكان جورجيا (83.4%) يعتنقون المسيحية الأرثوذكسية، كما أنَّ الكنيسة الأرثوذكسية الجورجية من المؤسسات النافذة في البلاد.
وفقًا لدراسة قامت بها مركز بيو للأبحاث عام 2016 تحت اسم الدين والتعليم حول العالم يُعتبر مسيحيي جورجيا واحدة من المجتمعات المسيحيَّة الأكثر تعليمًا حيث أن حوالي 57% من المسيحيين في جورجيا حاصلين على تعليم عال ومن حملة الشهادات الجامعيَّة.

## تاريخ

### العصور المبكرة

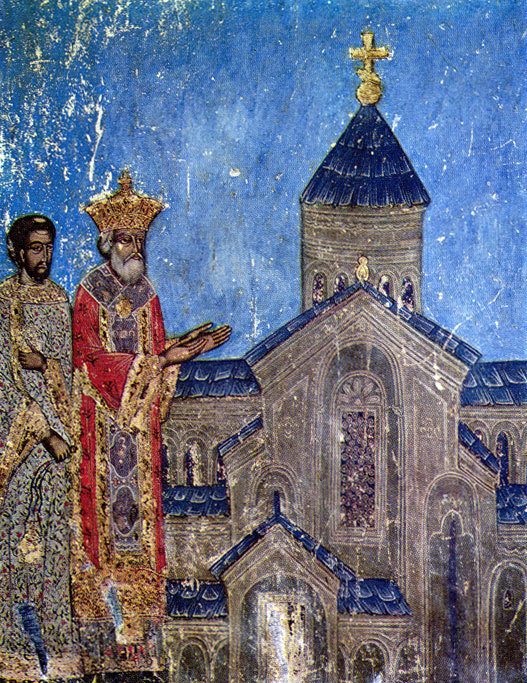
جعل الملك ميريان الثالث الديانة المسيحية الدين الرسمي للدولة في 327 ميلادي.

وفقًا لتقاليد الكنيسة الجورجية الأرثوذكسية، وصل الإنجيل إلى البلاد من قبل تلاميذ يسوع مثل القديس أندراوس وسمعان القانوي، ومتياس. وفقًا للرواية الرسمية للكنيسة، قام أندراوس بالوعظ في جميع أنحاء جورجيا، وأسس مجتمعات مسيحية يُعتقد أنها الأسلاف المباشرين للكنيسة. ومع ذلك، فإن التأريخ الحديث يعتبر هذا الحساب أسطوريًا، وثمرة تقاليد متأخرة، مستمدة من الروايات البيزنطية في القرن التاسع حول رحلات القديس أندروس في العالم المسيحي الشرقي. وتوجد تقاليد مماثلة بخصوص تبشير أندرواس في أوكرانيا وقبرص ورومانيا. ومن بين الرسل الآخرين الذين بحسب التقاليد المسيجية وعظوا في جورجيا، سمعان القانوي والذي قيل إنه دُفن بالقرب من سوخومي، في قرية أناكوبيا، والقديس متياس، الذي قيل إنه قد بشر في جنوب غرب جورجيا، ودُفن في غونيو، وهي قرية ليست بعيدة عن باطوم. وبحسب التقاليد الكنسية بشر في البلاد كل من برثولماوس وتداوس، قادمين من شمال أرمينيا.
ما زال انتشار المسيحية في جورجيا الحالية قبل القرن الرابع غير معروف، وأول حدث موثق في هذه العملية هو وعظ القديسة نينو، على الرغم من أن التواريخ المحددة لا تزال محل نقاش. كانت القديسة نينو وفقًا للتقاليد ابنة جنرال روماني من كابادوكيا. وعظت في مملكة ايبيريا في النصف الأول من القرن الرابع، وأدت شفاعتها في النهاية إلى تحويل الملك ميريان الثالث وزوجته الملكة نانا وعائلتهم. واعتنقت ايبيريا المسيحية رسميًا في 326  عن طريق القديسة نينو من كبادوكيا، والتي تعد منيرة جورجيا وتكافئ الرسل من قبل الكنيسة الأرثوذكسية. كانت الكنيسة الجورجية الرسولية الأرثوذكسية بداية تابعة لكرسي أنطاكيا، لكنها اكتسبت وضعًا ذاتي الاستقلال في القرن الرابع في عهد الملك فاختانغ غورغاسالي. تعد المملكتان الجورجيتان القديمتان المعروفتان للإغريق والرومان باسم أيبيريا (بالجورجيَّة: იბერია) في الشرق، وكولخيس (بالجورجيَّة: კოლხეთი) في الغرب، من أوائل الشعوب في المنطقة التي اعتنقت المسيحية عام 337م أو 319م كما تشير الأبحاث الأخيرة.
أعلنت المسيحية دين الدولة من قبل الملك ميريان الثالث عام 327م، مما أعطى حافزًا كبيرًا لتطور الأدب والفنون إضافة إلى توحيد البلاد، لكون جورجيا في ملتقى الطرق بين المسيحية والإسلام، شهدت تلك المملكة تبادلاً ديناميكياً بين هذين العالمين والذي بلغ ذروته في عصر النهضة الثقافية بين القرنين الحادي والثالث عشر. نتيجة لاعتناق الملك ميريان الثالث للمسيحية في 330م، أدى ذلك في نهاية المطاف إلى ارتباطها بقوة بالإمبراطورية البيزنطية المجاورة، والتي كان لها تأثير ثقافي كبير لعدة قرون. ومع تحقيق المعمودية الملكية وتنظيم الكنيسة من قبل رجال أرسلهم قسطنطين من القسطنطينية. استمر تحول سكان أيبيريا بسرعة في السهول، لكن المعتقدات الوثنية ظلت حاضرة لفترة طويلة في المناطق الجبلية. كانت مملكة لازيكا الغربية مختلفة سياسيًا وثقافيًا عن أيبيريا في ذلك الوقت، وكانت أكثر اندماجًا ثقافيًا في الإمبراطورية الرومانية؛ وكان لدى بعض مدنها أساقفة بحلول عقد مجمع نيقية الأول في عام 325.

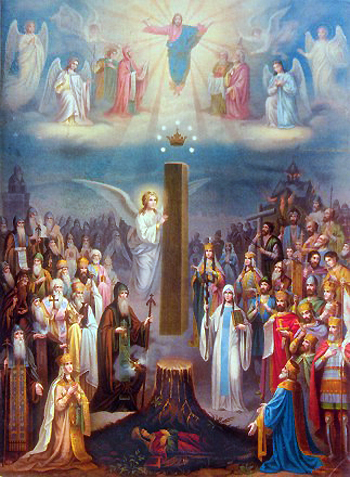
لوحة تصور القديسة نينو تتوسط مملكة ايبيريا.

منذ القرون الأولى، تم ممارسة الميثرائية، والمعتقدات الوثنية، والزرادشتية في جورجيا. ومع ذلك، فقد بدأت هذه المعتقدات بالتراجع، على الرغم من أن الزرادشتية أصبحت دينًا ثانيًا مؤسسًا لإيبيريا بعد سلام أكيليسين في عام 378، وبشكل أدق بحلول منتصف القرن الخامس. وتحول إيبيريا كان علام على بدايات تشكيل الكنيسة الجورجية الأرثوذكسية. في القرون التالية، حدثت عمليات مختلفة شكلت الكنيسة، وأعطتها، مع بداية القرن الحادي عشر، الخصائص الرئيسية التي احتفظت بها حتى الآن. تتعلق هذه العمليات بالوضع المؤسسي للكنيسة داخل المسيحية الشرقية، وتطورها إلى كنيسة وطنية لها سلطة على كل جورجيا.
في القرنين الرابع والخامس، كانت كنيسة أيبيريا تابعة للكرسي الأسقفي في أنطاكية، حيث تم تكريس جميع الأساقفة في أنطاكية قبل إرسالهم إلى إيبيريا. في حوالي عام 480، وفي خطوة نحو الاكتفاء الذاتي، قام بطريرك أنطاكية بطرس فولر برفع أسقف متسخيتا إلى رتبة كاثوليكوس الإيبيرية بموافقة أو بتحريض من الإمبراطور البيزنطي زينون. وظلت الكنيسة تابعة لكنيسة أنطاكية. كان بإمكان الكاثوليكوس تعيين أساقفة محليين، لكن حتى عقد 740، كان لابد من تأكيد انتخابه من خلال المجمع الكنسي للكنيسة أنطاكية، وحتى بعد القرن الثامن، تم دفع مدفوعات سنوية إلى كنيسة أنطاكية.
خلال القرون الأولى للمسيحية، كان جنوب القوقاز متحداً ثقافياً أكثر مما كان عليه الحال في فترات لاحقة، وكانت هناك تفاعلات مستمرة بين ما سيصبح الكنائس الجورجية والأرمنية على حد سواء. تأسست الكنيسة الأرمنية قبل عقدين من الزمان، وكانت خلال القرن الرابع أكبر وأكثر نفوذاً من الكنيسة في أيبيريا. على هذا النحو، مارست نفوذًا قويًا في العقيدة المبكرة للكنيسة. وكان تأثير كنيسة القدس قوياً أيضاً، خاصةً في القداس. وتم اختبار العلاقة الكنسية الجورجية الأرمنية بعد مجمع خلقيدونية في عام 451، والذي رفضته الكنيسة الأرمنية وأجزاء مهمة من كنيسة أنطاكية، وكذلك الكنيسة القبطية في الإسكندرية.
في البداية، اختار الكاثوليكوس في أيبيريا المعسكر المناهض للخلقيدونية مع الأرمن، على الرغم من أن تنوع الآراء كان دائمًا موجودًا بين رجال الدين، وتسامح معه التسلسل الهرمي قبل ملك أيبيريا، فاختانغ جورجاسالي، الذي سعى إلى التحالف مع الإمبراطورية البيزنطية ضد الفرس، الهينتوكيون، وهو حل وسط طرحه الإمبراطور البيزنطي زينون في عام 482. وتمت محاولة هذا التوفيق مرة أخرى في مجمع دفين الأول في عام 506، وتم الحفاظ على الوضع الراهن خلال القرن السادس. ومع ذلك، في حوالي عقد 600، اندلعت التوترات بين الكنيسة الرسولية الأرمنية والكنيسة في أيبيريا، حيث حاولت الكنيسة الأرمنية تأكيد مكانتها في القوقاز، في كل من المسائل الهرمية والمذهبية، في حين أن الكاثوليكوس في متسخيتا، كيريون الأول، اتجه نحو الجانب البيزنطي والجانب الخلقيدوني من النقاش، حيث كانت إيبيريا تسعى مرة أخرى للحصول على دعم إمبراطوري ضد الإمبراطورية الساسانية، التي ألغت المملكة في عام 580. وقد وافق مجمع دفين الثالث في عام 607، على انشقاق الكنيسة الأرمنية.
أكدت القرون التالية التوجه البيزنطي للكنيسة الجورجية وانحرافها عن الكنيسة الأرمنية. ظلت النزاعات الطائفية مستحيلة التغلب عليها، وكانت العنصر الرئيسي في الأدب اللاهوتي في كلا المجالين. كما أدى اندماج الكنائس الجورجية الغربية والشرقية من القرن التاسع إلى إغلاق الطبيعة الأرثوذكسية للكنيسة الجورجية، حيث انتشرت الليتورجية البيزنطية في أشكال ثقافية على حساب الممارسات الشرقية التقليدية.

### العصور الوسطى

مجمع دير غيلاتي بالقرب من كوتايسي، كان الدير أحد المراكز الثقافية والفكرية الرئيسية في جورجيا. وقد تضمن أكاديمية عمل فيها أشهر العلماء واللاهوتيين والفلاسفة الجورجيين.

في بدايات تاريخ الكنيسة في ما أصبح الآن جورجيا لم تكن البلاد موحدة سياسياً حتى بدايات القرن الحادي عشر. كان النصف الغربي من البلاد، الذي يتكون في معظمه من مملكة لازيكا، تحت تأثير الإمبراطورية البيزنطية أقوى بكثير من شرق أيبيريا، حيث تعايشت التأثيرات البيزنطية والأرمنية والفارسية. وانعكس هذا الانقسام في اختلافات كبيرة في تطور المسيحية. في الشرق، بعد تحول الملك ميريان الثالث إلى المسيحية، تطورت الكنيسة تحت حماية ملوك أيبيريا. وكان من العوامل الرئيسية في تطور الكنيسة في أيبيريا إدخال الأبجدية الجورجية، وينبع الدافع وراء كتابة نصوص تتكيف مع لغة السكان المحليين من الجهود المبذولة لتبشير السكان. وشجع إدخال الرهبنة وتطورها الهائل في أيبيريا في القرن السادس على المدخلات الثقافية الأجنبية وتطوير الأعمال المكتوبة المحلية. منذ تلك اللحظة، إلى جانب ترجمات الكتاب المقدس، تم إنتاج الأدب الكنسي باللغة الجورجية في أيبيريا، وأبرزها سير القديسين، مثل سيرة «استشهاد الملكة المقدسة شوشانيك» و«استشهاد القديس أبو». العديد من القديسين من القرون الأولى للكنيسة لم يكونوا من الجورجيين حيث كان أبو تفليسي عربياً من بغداد تحول من الإسلام إلى المسيحية، مما يدل على أن الكنيسة لم تكتسب بعد شخصية وطنية بحتة.
لم يتغير هذا إلا خلال القرن السابع، بعد التغيرات السياسية والثقافية الواسعة التي أحدثتها الفتوحات الإسلامية. هذا التهديد الجديد للثقافة المحلية والدين والاستقلال، وصعوبات الحفاظ على اتصال مستمر مع المجتمعات المسيحية الأخرى، أدى إلى تغيير ثقافي جذري داخل الكنيسة، والتي أصبحت لأول مرة مركزة عرقيا: تطورت لتصبح «كنيسة جورجية». كان الأساقفة منذ ذلك الحين جميعهم من أصل جورجي عرقي، وكذلك القديسين الذين كُتبت «سيرتهم» منذ تلك الفترة. في عام 1010، رُفع كاثوليكوس أيبيريا إلى رتبة بطريرك، ومنذ ذلك الحين يحمل التسلسل الهرمي الأول للكنيسة الأرثوذكسية الجورجية اللقب الرسمي لبطريرك كل جورجيا. ودعمت الكنيسة الأسرة المالكة سلالة باغراتيوني؛ والتي تعد أقدم سلالة مسيحية حكمت في التاريخ. وقد بلغت المملكة الجورجية في عهدهم ذروتها في القرن الثاني عشر إلى بداية القرن الثالث عشر. وقد حصلت سلالة باغراتيوني على الشرعية من قبل.
اعتبرت هذه الفترة على نطاق واسع على أنها العصر الذهبي لجورجيا أو عصر النهضة الجورجي خلال عهد ديفيد المنشئ والملكة القديسة تامار. تميزت هذه النهضة الجورجية المبكرة، التي سبقت نظيرتها في أوروبا، بازدهار التقليد الفروسي الرومانسي، تقدم فلسفي، ومجموعة من الابتكارات السياسية في المجتمع وتنظيم الدولة، بما في ذلك التسامح الديني والعرقي. وخلال القرون التالية، ظلت الكنيسة مؤسسة إقطاعية حاسمة، تكون قوتها الاقتصادية والسياسية على الأقل مساوية لسلطة الأسر النبيلة الرئيسية.

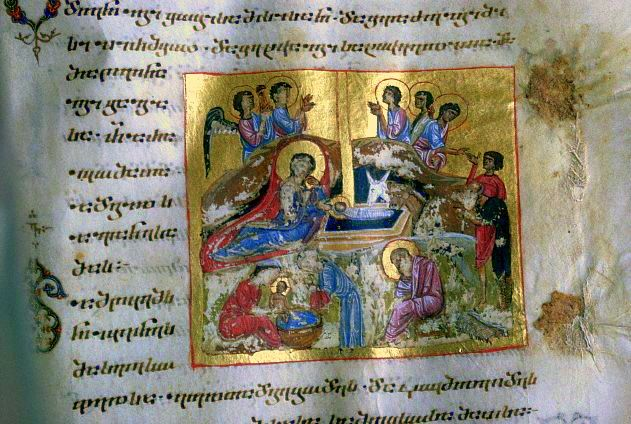
نسخة من إنجيل يعود للقرن الثاني عشر يصور ميلاد يسوع.

خلف العصر الذهبي لجورجيا إرثا من الكاتدرائيات العظيمة، الأدب والشعر الرومانسي، والقصيدة الملحمية «فارس في جلد النمر». وتم تطوير أشكال معينة من الفن في جورجيا لأغراض دينية، من بينها فن الخط، والغناء في الكنيسة بشكل متعدد الألحان، وفن الأيقونات، و«أسلوب القبة الجورجية» للهندسة المعمارية والتي تميز معظم الكنائس الجورجية في العصور الوسطى. ومن بين الوجوه الجورجيين البارزين للثقافة المسيحية بيتر إيبيريان (القرن الخامس)، ويوثيميوس من أثوس (955-1028)، وجيورجي أتونيلي (1009-1065)، وآرسن إيكالتيلي (القرن الحادي عشر)، وأفريم متسيري (القرن الحادي عشر). ازدهرت الفلسفة المسيحية بين القرن الحادي عشر والثالث عشر، لا سيما في أكاديمية دير غيلاتي، حيث حاول أيوان بيتريتسي توليف الفكر المسيحي والأرسطية والأفلاطونية المحدثة. وكان دير غيلاتي ولفترة طويلة أحد المراكز الثقافية والفكرية الرئيسية في جورجيا. وقد تضمن أكاديمية عمل فيها أشهر العلماء واللاهوتيين والفلاسفة الجورجيين. وقد عمل بعضهم في أديرة أرثوذكسية مختلفة في الخارج، منها أكاديمية مانغان في القسطنطينية، ونظراً للأعمال المكثفة التي تجريها أكاديمية غيلاتي، يطلق عليها الناس اسم «اليونان الهيلينية الجديدة» وجبل آثوس الثاني. بين القرنين العاشر والثالث عشر كان لجورجيا تأثير على الشعوب الأديغية الشركسية، حيث تبنى الكثيرون الديانة المسيحية.
يعتبر الملك ديفيد المنشئ أعظم وأنجح الحكام الجورجيين عبر التاريخ. حيث نجح في طرد السلاجقة خارج البلاد، وقاد بلاده للنصر في معركة ديدجوري الكبرى عام 1121. مكنته إصلاحاته الإدارية والعسكرية من إعادة توحيد البلاد وإخضاع معظم أراضي القوقاز تحت السيطرة الجورجية. تمكنت ابنة ديفيد المنشئ الكبرى الملكة تمار من تحييد هذه المعارضة، وشرعت في سياسة خارجية نشطة ساعدها في ذلك سقوط القوى المنافسة من السلاجقة وبيزنطة. تسيدت تامار «العصر الذهبي» على عرش الملكية الجورجية في القرون الوسطى. بدعم من نخبة عسكرية قوية، استطاعت تامار البناء على النجاحات التي حققها سلفها في توطيد إمبراطورية طغت على القوقاز حتى انهيارها في ظل هجمات المغول في غصون عقدين من الزمن بعد وفاة تامار.

مشهد يصور استشهاد الملكة كتيفان، والتي قتلت عام 1624 لرفضها التخلي عن المسيحية بأوامر من عباس الأول الصفوي.

سقطت تبليسي عام 1226 بيد جلال الدين منكبرتي وخضعت المملكة نهاية للمغول عام 1236. تلا ذلك نزاع بين الحكام المحليين سعياً للاستقلال عن الحكم المركزي الجورجي، حتى تفككت المملكة كلياً في القرن الخامس عشر. تعرضت جورجيا بين غام 1386 وعام 1404، لعدة غزوات مدمرة من قبل تيمورلنك. أدت الغزوات المغولية في القرن الثالث عشر وتيمورلنك في القرن الرابع عشر والخامس عشر إلى تحطيم المجتمعات المسيحية الجورجية إلى حد كبير. تم كسر الوحدة السياسية في البلاد عدة مرات، خصوصاً في عقج 1460. وتم استهداف الكنائس والأديرة من قبل الغزاة، لأنها احتوت على العديد من الكنوز. في النصف الغربي من جورجيا، تأسست كاثوليكوس أبخازيا في أعقاب الحكم المغولي، وانفصلت عن متسخيتا، وحمل الكاثوليكوس الغربيين لقب البطريرك. هذا المقعد المنافس، الذي كان مقره في بيتسوندا أولاً، ثم في دير غيلاتي بالقرب من كوتايسي، ظل قائماً حتى عام 1795. خلال تلك الحقبة، ازدادت الاتصالات مع الكنيسة الكاثوليكية، أولاً كوسيلة لتحرير نفسها من تدخل الكنيسة البيزنطية، ثم لإيجاد حلفاء أقوياء ضد الغزاة. بين عامي 1328 وأوائل القرن السادس عشر، كان للأسقف الكاثوليكي كرسي في تبيليسي لتعزيز تلك الاتصالات. ومع ذلك، لم يحدث لم الشمل الرسمي مع روما، وظلت الكنيسة وفية للأرثوذكسية الشرقية.
استغلت الممالك المجاورة الوضع وانطلاقاً من القرن السادس عشر أخضعت الامبراطورية الفارسية القسم الشرقي بينما تولّت الامبراطورية العثمانية أمر القسم الغربي. مع سقوط القسطنطينية عام 1453، فقد المسيحيين الجورجيين ملجأهم التقليدي ضد المسلمين. في تلك الحقبة تعرض المسيحيين لحملات اضطهاد، وعلى الأخص الملكة كيتيفان من كاخيتي، التي تعرضت للتعذيب حتى الموت في عام 1624 لرفضها التخلي عن المسيحية بأوامر عباس الأول الصفوي. لم يكن جميع أفراد العائلة المالكة في كارتلي وكاخيتي مخلصين للكنيسة. كثير منهم، للحصول على رضا الصفويين الفرس، والحصول على العرش من إخوانهم، اعتنقوا الإسلام أو تظاهروا باعتناقه، مثل ديفيد الحادي عشر من كارتلي. وغادر النبلاء الآخرون الكنيسة المحلية الضعيفة إلى الكنيسة الكاثوليكية، حيث كان المبشرون الكاثوليك يجلبون المطبعة والثقافة الغربية إلى جورجيا في حوالي عام 1700. وكا لظهور قوة أرثوذكسية قوية، وهي الإمبراطورية الروسية، أن يعزز وضع الكنيسة الأرثوذكسية ومكانتها في القرن الثامن عشر بين النخب، حيث كانت العقيدة الأرثوذكسية المشتركة عاملاً فعالاً في دعوات للتدخل الروسي في القوقاز لتحرير جورجيا من هيمنة المسلمين.

### تحت الحكم الروسي

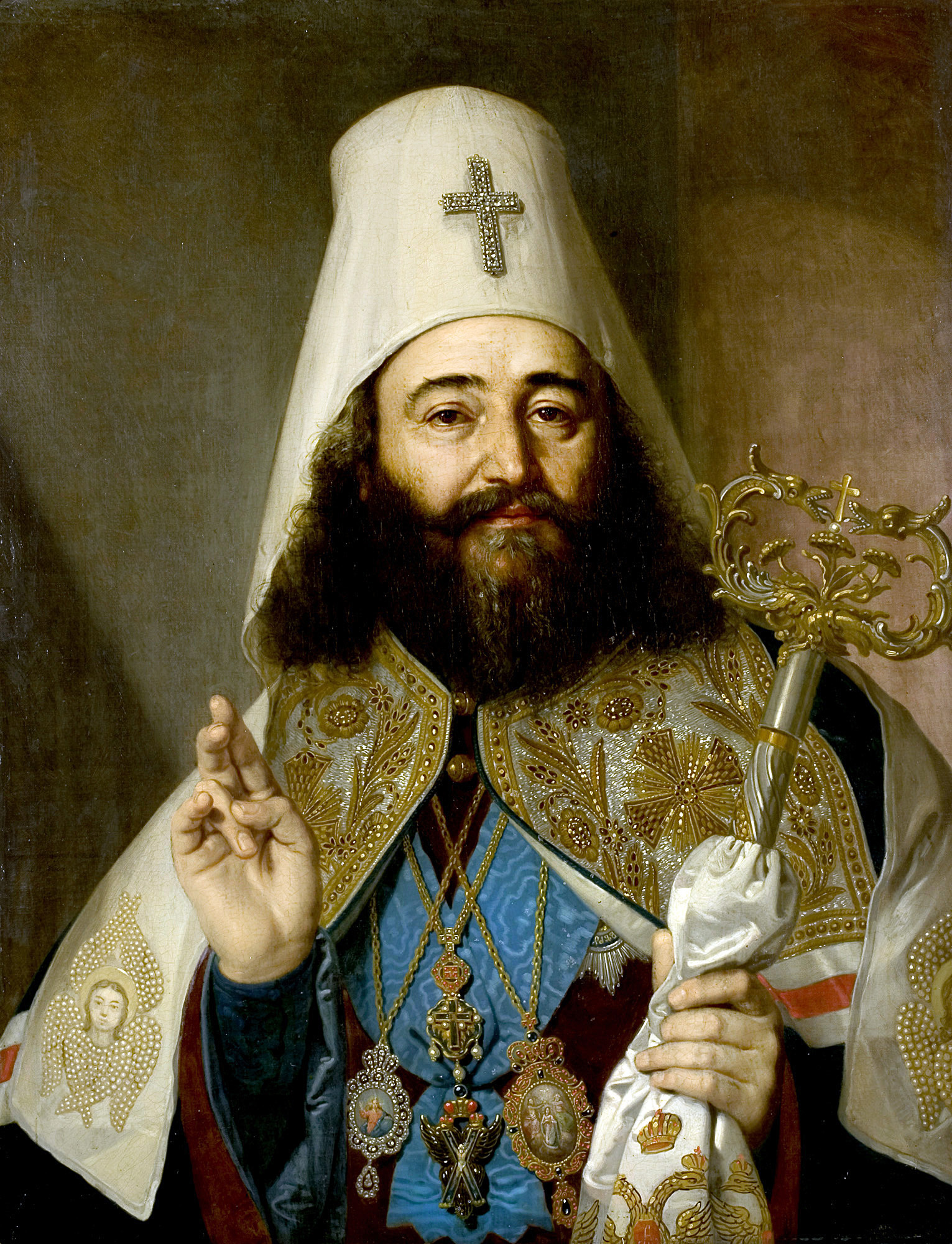
تم تخفيض البطريرك أنطون الثاني من جورجيا إلى منصب رئيس أساقفة من قبل سلطات الإمبراطورية الروسية.

دعا شمعون الخامس عشر، أو خلفه شمعون السادس عشر يوحنا (1780-1820) بطريرك كنيسة المشرق بحسب رواية أخرى، ملك جورجيا إيركلي الثاني لغزو كردستان عند حدوث اضطهاد في عهده، غير أن الملك الجورجي أعتذر عن ذلك ودعا البطريرك إلى توطين أتباعه في مملكته فاستوطن عدد كبير من السريان المشارقة بالقوقاز. وقعت روسيا والمملكة الجورجية الشرقيَّة كارتلي كاخيتي معاهدة جورجيفسك عام 1783 م. تنص هذه المعاهدة على خضوع كارتلي كاخيتي للحماية الروسية. على الرغم من التزام روسيا بالدفاع عن جورجيا، فإنها لم تحرك ساكناً عندما غزاها الأتراك والفرس عامي 1785م و 1795م، حيث دمرت تبليسي كلياً وذبح سكّانها. تفاقم الانتهاك الروسي لمعاهدة جورجيفسك وبلغ ذروته في 18 يوليو عام 1801 م عندما ضمت روسيا كامل الأراضي الجورجية للامبراطورية، وما تلا ذلك من عزل سلالة باغراتيوني وقمع الكنيسة الجورجية حيث خفضت مرتبة البطريرك انطون الثاني لجورجيا كرئيس أساقفة من قبل سلطات الإمبراطورية الروسية. وفي عام 1811 جردت السلطات الروسية الكنيسة الجورجيّة من استقلالها مخضعة إياها لسلطة الكنيسة الروسية الأرثوذكسية، كما أنها فرضت عليها الليتورجيا الروسية بدل من الليتورجيا الجورجية، على الرغم من المعارضة القوية في جورجيا، وتعرضت الكنيسة الجورجية لسلطة المجمع المقدس للكنيسة الروسية الأرثوذكسية.
منذ عام 1817، كان الأسقف المتروبولي أو المسؤول عن الكنيسة من أصل روسي، ولا يعرف اللغة والثقافة الجورجية. تم قمع الليتورجيا الجورجية واستعيض عنها بالسلافونية الكنسية، وكانت اللوحات الجدارية القديمة مطلية باللون الأبيض من جدران العديد من الكنائس، وكان نشر الأدب الديني في جورجيا خاضع للرقابة الشديدة. ولم تُسمع نداءات الاستعادة والنهضة مرة أخرى إلا بعد النهضة الوطنية التي بدأت في عقد 1870؛ حيث قام رجال الدين المحليين بمثل هذه الدعوات خلال الثورة الروسية 1905، قبل أن يتعرضوا للقمع مرة أخرى.
في أعقاب الإطاحة نيقولا الثاني إمبراطور روسيا في مارس عام 1917، أعاد أساقفة جورجيا من جانب واحد استقلال الكنيسة الجورجية الأرثوذكسية في 25 مارس من عام 1917، ولم تقبل الكنيسة الروسية الأرثوذكسية هذه التغييرات. بعد غزو الجيش الأحمر لجورجيا في عام 1921، تعرضت الكنيسة الجورجية لمضايقات شديدة. تلا ذلك قدوم الحقبة السوفييتية والتي عانت فيها الكنيسة الأمرين.

### تحت الحكم السوفييتي

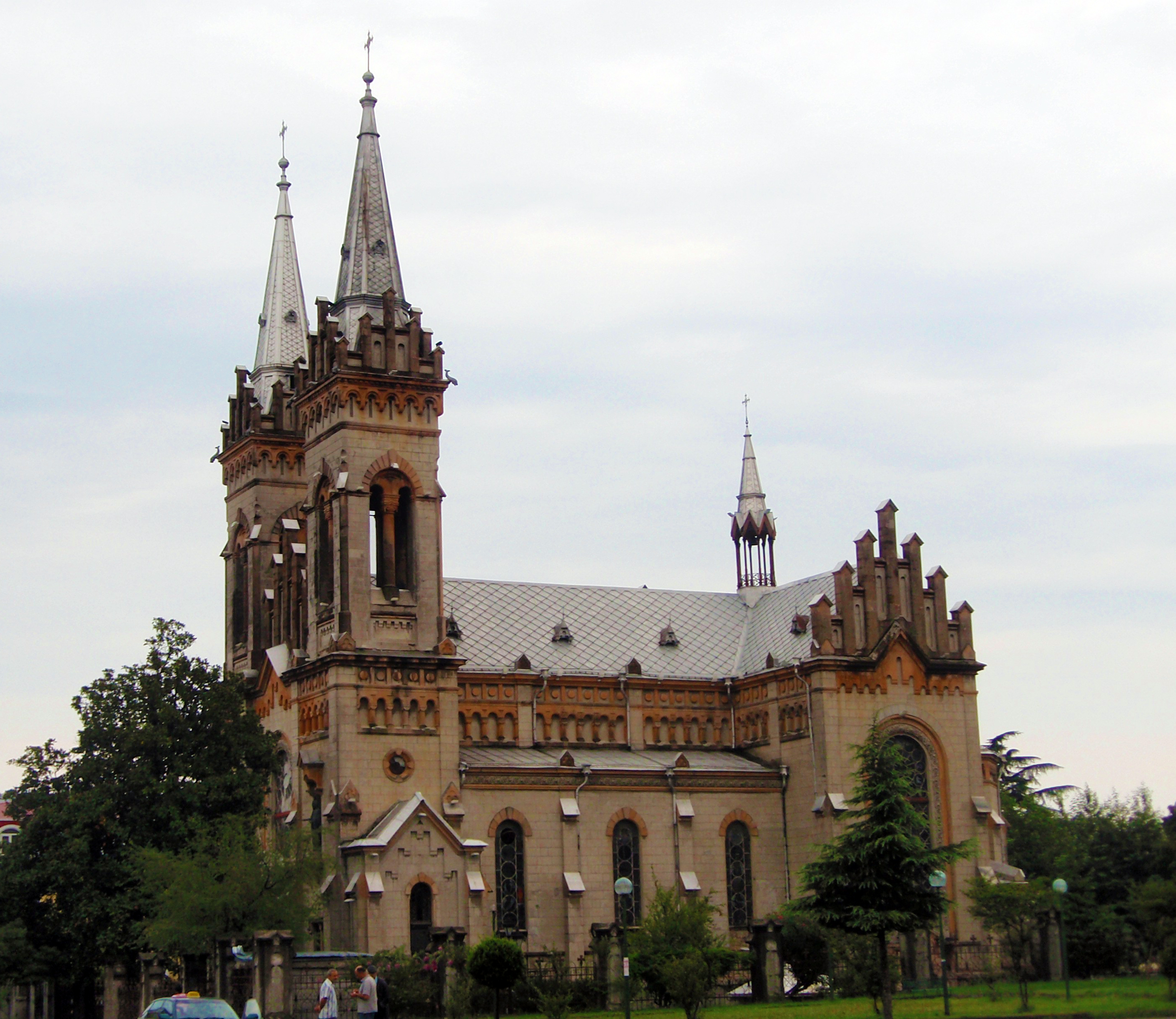
كنيسة السيدة العذراء في باطوم: عانت المجتمعات المسيحية الجورجية تحت الحكم السوفييتي.

تعرضت جورجيا في فبراير 1921 للهجوم من قبل الجيش الأحمر. هزم الجيش الجورجي وفرت حكومة الاشتراكي الديمقراطي من البلاد. يوم 25 فبراير 1921 دخل الجيش الأحمر العاصمة تبليسي، وقام بتنصيب حكومة شيوعية تثبيت توجهها موسكو بقيادة الجورجي البلشفي فيليب ماخاردزه. أحكمت القبضة السوفياتية السيطرة بعد قمع الوحشي لثورة 1924. ضمت جورجيا إلى جمهورية ما وراء القوقاز السوفيتية الاشتراكية إضافة إلى أرمينيا وأذربيجان. انحلت هذه الجمهورية عام 1936 إلى مكوناتها الأساسية وأصبحت جورجيا تعرف بجمهورية جورجيا السوفياتية الاشتراكية. أغلقت الحكومة الإلحادي مئات الكنائس، وقُتل المئات من الرهبان أثناء عمليات التطهير التي قام بها جوزيف ستالين. تم الاعتراف أخيرًا باستقلال الكنيسة الجورجية الأرثوذكسية من قبل الكنيسة الروسية الأرثوذكسية في 31 أكتوبر من عام 1943؛ هذه الخطوة أمر بها ستالين كجزء من سياسة أكثر تسامحاً في زمن الحرب تجاه المسيحية في الاتحاد السوفيتي. وقعت حملات جديدة معادية للدين بعد الحرب، خاصةً في عهد نيكيتا خروتشوف. إلى جانب الفساد والتسلل من قبل الأجهزة الأمنية التي ابتليت بها الكنيسة أيضاً. عانت الكنيسة الجورجية الأرثوذكسية ومختلف الطوائف المسيحية تحت الحكم السوفييتي إذ كانت الكنيسة محرومة من حقوقها القانونية وتعرضت لعملية قمع واضطهاد وخسرت الكثير من أتباعها نتيجة سيادة الفكر الإلحادي في الاتحاد السوفييتي، وفي عام 1925 سجن رجال الدين المسيحيين بأمر السلطات، وهدمت الكنائس والأديرة وتحول البعض منها إلى متاحف. ودمرت الكنائس والمساجد والمعابد، سَخِرت من القيادات الدينينة وعرضتهم للمضايقات ونفذت بهم أحكام الإعدام، وأغرقت المدارس ووسائل الإعلام بتعاليم الإلحاد، وبشكل عام روجت للإلحاد على أنه الحقيقة التي يجب على المجتمع تقبلها. وكان يمكن رؤية علامات الانتعاش الأولى منذ عقد 1970، عندما تبنى إدوارد شيفردنادزه، وزير الحزب الشيوعي الاشتراكي السوفياتي آنذاك، موقفاً أكثر تسامحاً، عندما سمح للبطريرك الجديد إيليا الثاني من عام 1977 بتجديد الكنائس المهجورة، وحتى بناء كنائس جديدة. في الوقت نفسه، أكد المعارضون القوميون مثل زفياد جامساخورديا على الطبيعة المسيحية لنضالهم ضد السلطة الشيوعية، وطوروا علاقات مع مسؤولي الكنيسة التي ستؤتي ثمارها بعد عام 1989.

### بعد الاستقلال

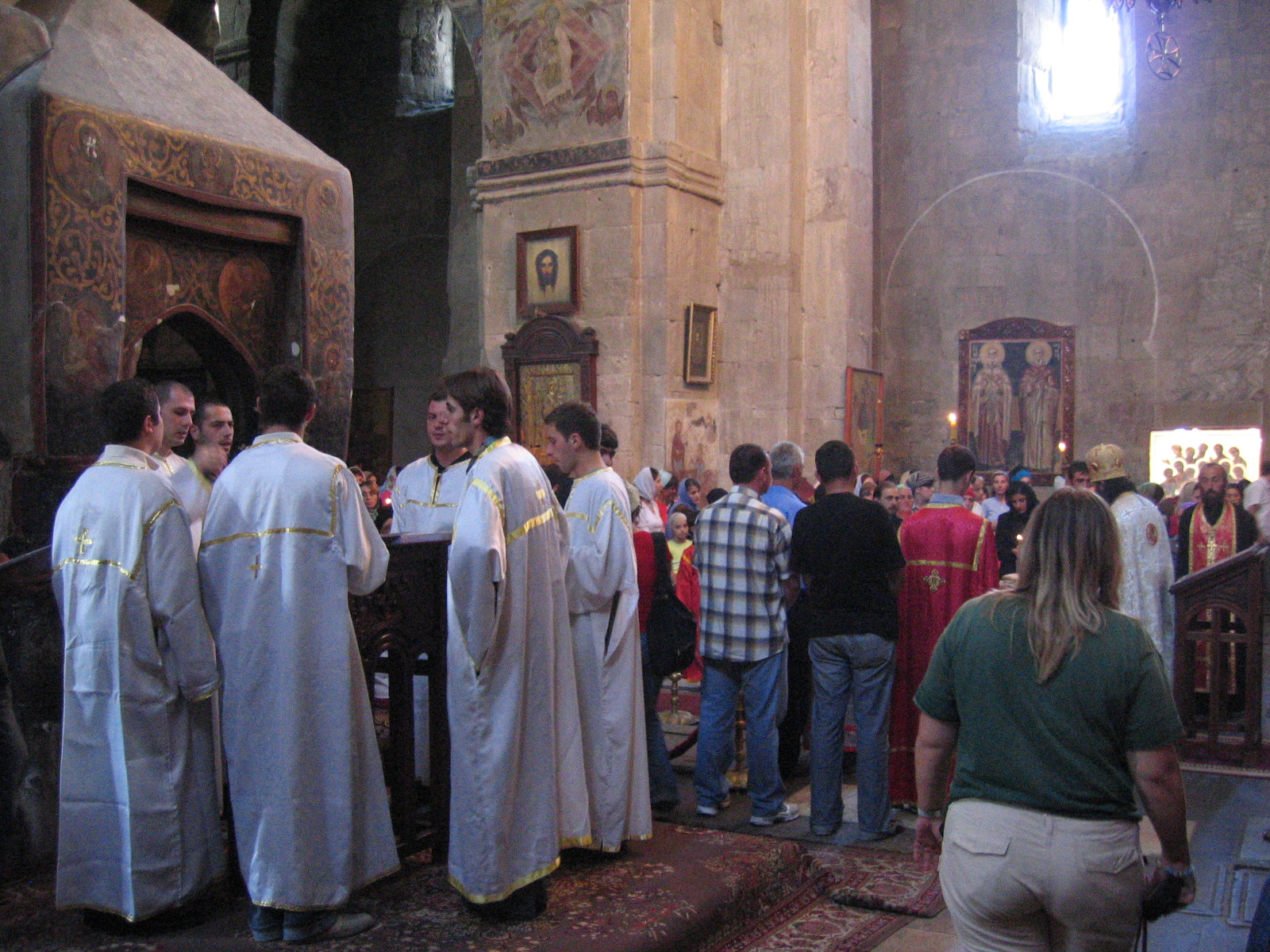
مسيحيين يؤدون الصلوات في متسخيتا: شهدت البلاد نهضة روحية كبيرة عقب انهيار النظام الشيوعي عام 1991.

في 9 أبريل 1991، وقبل وقت قصير من انهيار الاتحاد السوفياتي، أعلنت جورجيا استقلالها واستعادت الكنيسة الجورجيَّة الأرثوذكسية الكثير من القوة والاستقلال التام عن الدولة منذ استقلال جورجيا، وتحظى الكنيسة الجورجية الأرثوذكسية بوضع خاص في دستور عام 2002. شهدت البلاد نهضة روحية كبيرة عقب انهيار النظام الشيوعي عام 1991 حيث عاد إليها الملايين من الجورجيين يظهر ذلك في العودة للدين والتردد على الكنائس والصلوات وأضحت الكنيسة مؤسسة روحية نافذة في جورجيا. في القرن الحادي والعشرين شهدت التيارات العلمانية واللادينيَّة انخفاضًا شديدًا بسبب ارتفاع شعبية الكنيسة الجورجية الأرثوذكسية، والحقيقة أن الإيمان الديني بشكل عام «أصبح أكثر شعبيَّة» في المجتمع الجورجي. على الرغم من الإحساس المتزايد بالانتماء الديني بين الجورجيين، لا يزال هناك جزء من الجماهير، فضلاً عن نسبة كبيرة من الأفراد اللادينيين الذين لا يمارسون دينهم بنشاط ويرتبطون بالدين لأسباب تاريخية أو ثقافية. ويعترف دستور جورجيا الحالي بالدور الخاص للكنيسة الجورجيَّة الأرثوذكسية في تاريخ البلد، ولكنه ينص أيضًا على استقلال الكنيسة عن الدولة. وتعرف العلاقات الحكومية بمزيد من التحديد والتنظيم من قبل كونكوردات لعام 2002.
فقدت الكنيسة الجورجية الأرثوذكسية الرقابة الفعالة على أبرشية سوخومي وأبخازيا لصالح الكنيسة الأبخازية الأرثوذكسية بعد الحرب بين عام 1992 وعام 1993 في أبخازيا، وقد أضطّر الكهنة الجورجيون إلى الفرار من أبخازيا. ولا تزال الكنيسة الجورجية الأرثوذكسية تحتفظ في هياكلها في المنفى، حيث الرئيس الحالي هو رئيس الأساقفة دانيال. منذ عقد 1990 حدث تغيير فريد في جمهورية أدجاريا المتمتعة بالحكم الذاتي، وهي منطقة في جورجيا على الحدود مع تركيا. في عام 1991 كان 75% من الأجاريين من المسلمين. في عام 2011 كان حوالي 75% منهم من المسيحيين الأرثوذكس، بعد أن كانوا حوالي 200,000 شخص حسب تعداد عام 1991 وعام 2011. الكثير من هذا التغيير يمثل على الأرجح عودة إلى إيمان أجدادهم الذين تحولوا إلى الإسلام من قبل العثمانيين. وهناك أيضاً عدد قليل من المسلمين من شعب اللاز في جمهورية أدجاريا المتمتعة بالحكم الذاتي الذين تحولوا إلى المسيحية.

## ديموغرافيا

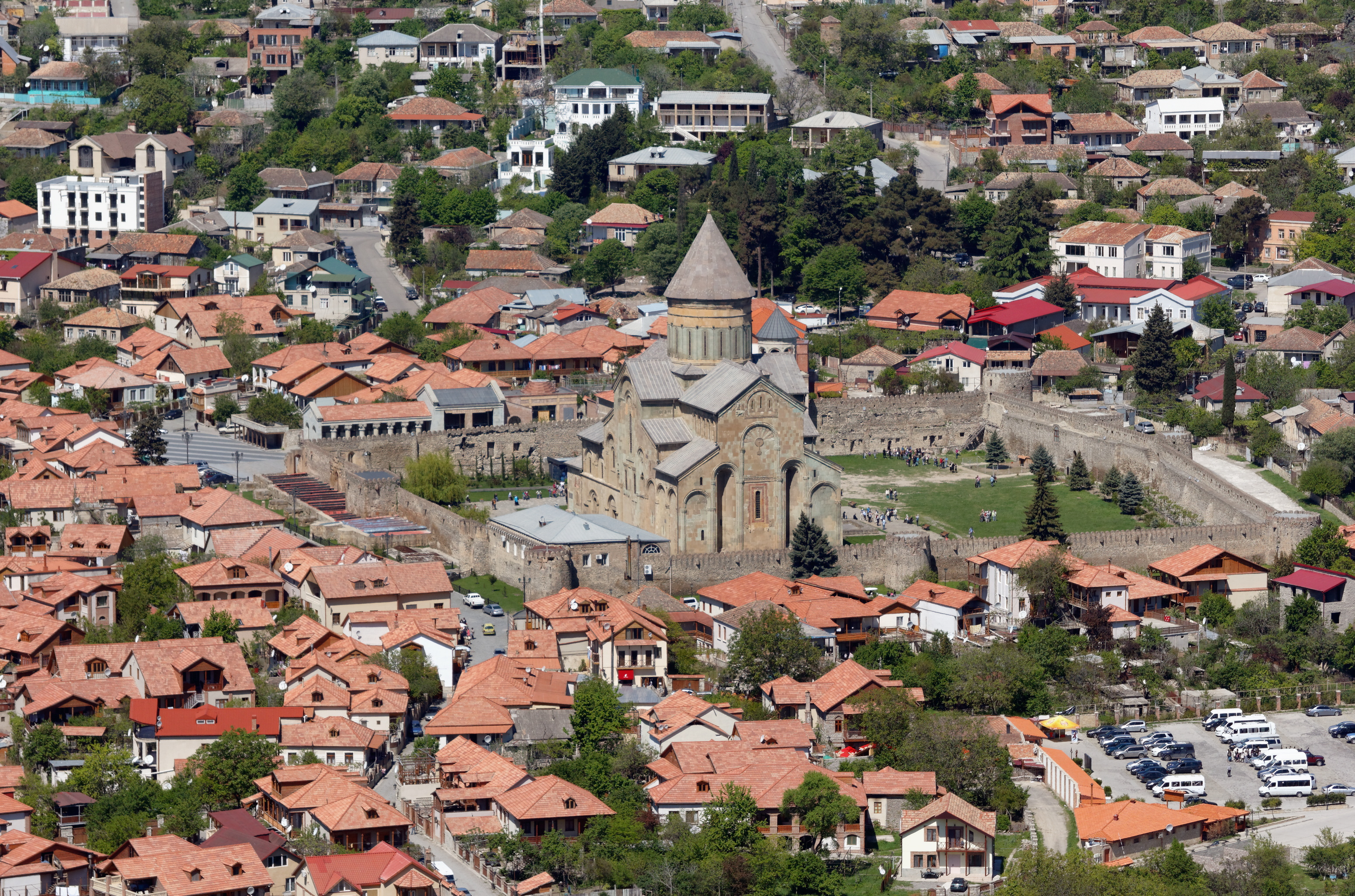
محمية المدينة ومتحف متسخيتا، تعتبر المدينة مهد المسيحية في جورجيا وقد أعلنتها الكنيسة الجورجية الرسولية الأرثوذكسية مدينة مقدسة عام 2014.

وفقاً لتعداد السكان عام 2014 فإن معظم سكان جورجيا (83.4%) يعتنقون المسيحية الأرثوذكسية الشرقيَّة، كما أنَّ الكنيسة الأرثوذكسية الجورجية من المؤسسات النافذة في البلاد. تتضمن الأقليَّات الدينية في جورجيا المسلمون (10.7%)، والكنيسة الروسية الأرثوذكسية (2%) والمسيحيون الأرمن (3.9%)، والكاثوليك (0.8%)، والعديد من الأقليات البروتستانتية. فضلاً عن الجالية اليهودية الكبيرة. وفقاً لمركز بيو تربى نحو 87% من سكان جورجيا على المسيحية، بينما يعتبر 90% من السكان أنفسهم مسيحيين في عام 2017، أي بزيادة بنسبة 3% يعرفون عن أنفسهم كمسيحيين اليوم.
وعلى الرغم من التاريخ الطويل من التسامح الديني في جورجيا، كانت هناك حالات عديدة من التمييز الديني في العقد الماضي، مثل أعمال العنف ضد شهود يهوه والتهديدات الموجهة ضد أتباع الديانات الأخرى «غير تقليدية» من قبل الكاهن الأرثوذكسي منزوع الصلاحيات فاسيل مكالافيشفيلي.
وفقًا لدراسة المؤمنون في المسيح من خلفية مسلمة: إحصاء عالمي وهي دراسة أجريت من قبل جامعة سانت ماري الأمريكيّة في تكساس سنة 2015 وجدت أن عدد المسلمين في جورجيا المتحولين للديانة المسيحية يبلغ حوالي 1,300 شخص.

### الأرثوذكسية

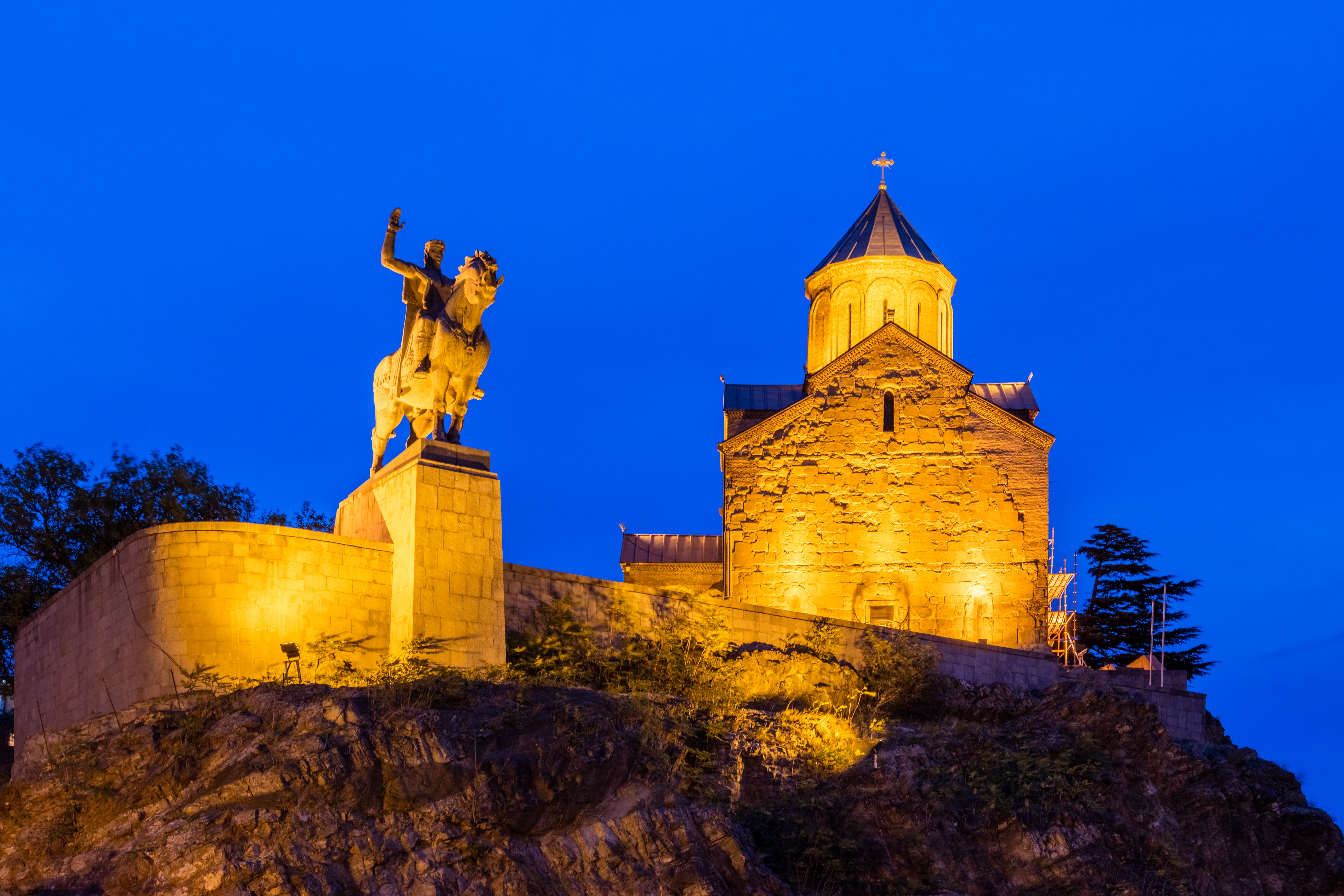
كنيسة ميتيخي في تبليسي.

ينتمي معظم الأرثوذكس في جورجيا إلى الكنيسة الجورجية الأرثوذكسية (بالجورجيَّة: საქართველოს მართლმადიდებელი სამოციქულო ეკლესია) وهي كنيسة أرثوذكسية مستقلة مقرها في جمهورية جورجيا. وتعدد واحدة من أقدم المجتمعات المسيحية في العالم، حيث قَبل الجورجيين المسيحية بشكل واسع بفضل جهود القديسة نينو وذلك في مطلع القرن الرابع، وكانت جورجيا حينها تخضع لسلطان بطريرك أنطاكية. ومنذ عام 319 كانت المسيحية الأرثوذكسية دين الدولة في معظم فترات التاريخ الجورجي حتى عام 1921، عندما غزاها الجيش الأحمر الروسي خلال الحرب الروسية الجورجية وأصبحت البلاد جزءَا من اتحاد الجمهوريات الاشتراكية السوفياتية. ويعترف دستور جورجيا الحالي بالدور الخاص للكنيسة الجورجيَّة الأرثوذكسية في تاريخ البلد، ولكنه ينص أيضًا على استقلال الكنيسة عن الدولة. وتعرف العلاقات الحكومية بمزيد من التحديد والتنظيم من قبل كونكوردات لعام 2002. تُعتبر الكنيسة الجورجية الأرثوذكسية الكنيسة الوطنية والقوميَّة للأمة الجورجيَّة.
شهدت نسبة أتباع الكنيسة الأرثوذكسية زيادة، وفقاً لبيانات التعداد السكاني لعام 2014 عرَّف حوالي 87.3% من سكان جورجيا أنفسهم بأنهم من أتباع الكنائس الأرثوذكسية، بالمقابل في تعداد عام 2002 عرَّف حوالي 83.9% من سكان جورجيا أنفسهم بأنهم أرثوذكس. وفي عام 2002 أفادت الإحصائيات بأن الكنيسة الجورجية الأرثوذكسية تملك حوالي خمسة وثلاثون أبرشية وحوالي ستة مائة كنيسة يخدمها حوالي 730 كاهن، ولدى الكنيسة الجورجية الأرثوذكسية حوالي 3.6 مليون عضو داخل جورجيا.

### الكاثوليكية
تشير التقديرات إلى أن هناك نحو 80,000 من السكان الجورجيين إثنيًا والكاثوليك مذهبيًا في جورجيا ونحو 10,000 من السكان الجورجيين إثنيًا والكاثوليك مذهبيًا في مدينة إسطنبول في عام 1955، ويعود تواجد المجتمع الجورجي المنتمي إلى الكنيسة الجورجية البيزنطية وهي كنيسة كاثوليكية شرقية إلى أواخر القرن الثامن عشر. تأثر المجتمع الجورجي الكاثوليكي سلبًا على خلفية بوغروم إسطنبول عام 1955 حيث هاجر معظم الجورجيين إلى أستراليا وكندا وأوروبا والولايات المتحدة في أعقاب المذبحة. اعتبارًا من عام 1994، لم يتبقى في إسطنبول سوى نحو 200 جورجي كاثوليكي وحفنة من العائلات اليهودية الجورجية. ولا تزال كنيسة سيدة لورد الجورجية الكاثوليكية قائمة في شيشلي وتعد واحدة من الكنائس الجورجية الكاثوليكية القليلة في العالم. ويتواجد أغلب الكاثوليك الجورجيين في مدينة تبليسي وباطوم. تضم البلاد على طائفة صغيرة من أتباع الكنيسة الكلدانية الكاثوليكية، والذي تعود أصولها إلى منطقة هكاري وإيران؛ وتمتلك الطائفة الكلدانيَّة كنيسة ومركز ثقافي في مدينة تبليسي.

### كنيسة المشرق

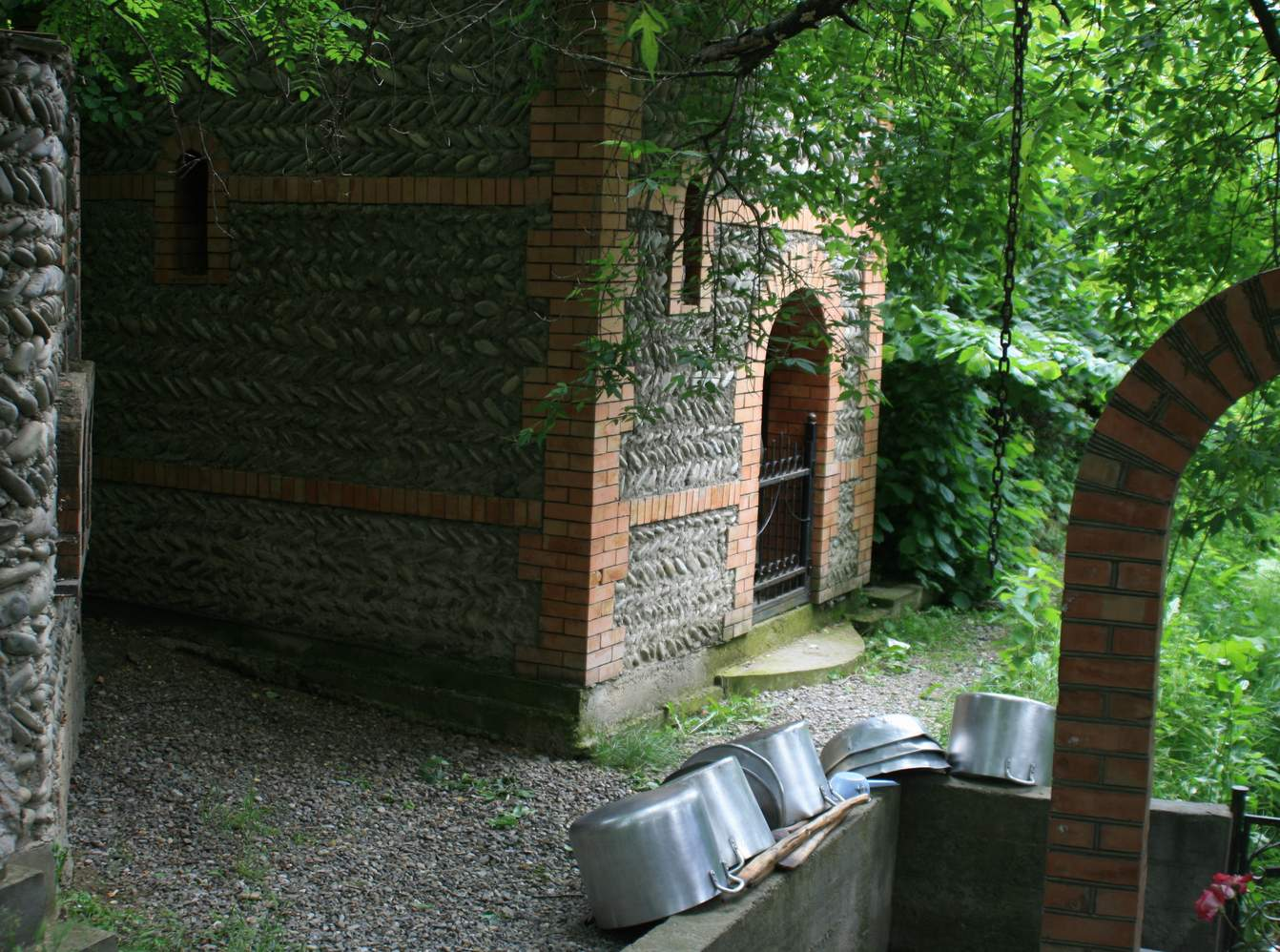
كنيسة آشورية في قرية دزفيلي كاندا.

كنيسة المشرق، كما عرفت بعدة أسماء مثل كنيسة فارس والكنيسة النسطورية (ويقال لأتباعها نساطرة) هي كنيسة مسيحية وجزء تاريخي من تقليد المسيحية السريانية ضمن المسيحية الشرقية. تستعمل تسمية كنيسة المشرق في وصف تاريخ الكنائس السريانية الشرقية التي ورثت عنها تقليدها الكنسي المميز لها، وتشمل هذه الكنائس حاليا بحسب هذا التعريف كل من كنيسة المشرق الآشورية وكنيسة المشرق القديمة. يزيد عدد الآشوريين في جورجيا عن 3,000 نسمة، ووصل معظمهم إلى جنوب القوقاز في أوائل القرن العشرين عندما هرب أجدادهم من تركيا وإيران الحالية أثناء الإبادة الجماعية الآشورية. يتبع معظم الآشوريين في جورجيا المسيحية ديناً على مذهب كنيسة المشرق الآشورية وكنيسة المشرق القديمة.
تاريخياً وصل أول الآشوريين إلى جورجيا في القرن السادس الميلادي عندما جاء ثلاثة عشر من الرهبان الآشوريين والمعروفين تاريخياً من قبل الجورجيين باسم الآباء الآشوريين القديسين الثلاثة عشر من مدينة أورفة إلى جورجيا وأنشأوا دير شيو مغفيم. ربط العلماء مساهمتهم في التنصير في جورجيا، حيث كانت القديسة نينو تقود طريق المتحولين من الوثنية إلى المسيحية. كان الآشوريون على اتصال بالجورجيين مرة أخرى في عقد 1760. حيث كان الآشوريين تحت الحكم العثماني يبحثون عن نوع من الحماية من الاضطهاد الديني والعرقي. دعا شمعون الخامس عشر، أو خلفه شمعون السادس عشر يوحنا (1780-1820) بطريرك كنيسة المشرق بحسب رواية أخرى، ملك جورجيا إيركلي الثاني لغزو كردستان عند حدوث اضطهاد في عهده، غير أن الملك الجورجي أعتذر عن ذلك ودعا البطريرك إلى توطين أتباعه في مملكته فاستوطن عدد كبير من السريان المشارقة بالقوقاز. في أبريل من عام 1770، توجهت القوات الجورجية تحت القيادة الروسية، نحو مدينة أخالتسيخي لمساعدة الآشوريين. فشلت خطط التعاون العسكري، لكن خلال الحرب التي تلت ذلك، ظهرت جالية آشورية تتكون من عشرات العائلات في جورجيا. وصلت إلى ماخاني من بلاد فارس والدولة العثمانية.
وصلت الموجة الثانية من المهاجرين االآشوريين عندما وقعت روسيا على معاهدة تركمانجاي مع بلاد فارس في عام 1828، حيث وصل الآشوريون والأكراد من الدولة القاجارية إلى جورجيا كعمال. ووصلوا أيضًا في النصف الثاني من القرن التاسع عشر واستقروا في تبليسي، ليصبحوا مواطنين في الإمبراطورية الروسية وسوفييت لاحقًا. بحلول نهاية القرن التاسع عشر، كان هناك أكثر من خمسة آلاف آشوري يعيشون في جورجيا. جاءت الموجة الرابعة والأكبر بين عام 1915 وعام 1918، حيث فرّ الآشوريين من الإبادة الجماعية الآشورية.

## الثقافة والتقاليد

إكليل حسب طقوس الكنيسة الجورجية الأرثوذكسية، ترتبط الثقافة الجورجيَّة والمجتمع الجورجي بالتقاليد المسيحية على مدى قرون.

في أوائل القرن الرابع، تبنى الجورجيون رسميًا المسيحية دينًا، مما ساهم في التوحيد الروحي والسياسي للدول الجورجية المبكرة. تطورت الثقافة الجورجية المسيحية على مدى آلاف السنين، وتمتعت الثقافة المسيحية الجورجية بنهضة وعصر ذهبي للأدب الكلاسيكي والفنون والفلسفة والعمارة والعلوم في القرن الحادي عشر. حيث بلغت المملكة الجورجية تحت حكم سلالة باغراتيوني، أقدم السلالات الحاكمة المسيحية الموجودة في العالم، ذروتها في القرن الثاني عشر إلى بداية القرن الثالث عشر. وتميزت هذه النهضة الجورجية المبكرة، التي سبقت نظيرتها في أوروبا، بازدهار التقليد الفروسي الرومانسي، والتقدم الفلسفي، ومجموعة من الابتكارات السياسية في المجتمع وتنظيم الدولة، بما في ذلك التسامح الديني والعرقي. وأدى ارتباط تامار ملكة جورجيا بفترة النجاحات السياسية والعسكرية والإنجازات الثقافية بالإضافة إلى دورها كحاكمة أدى إلى تولد نظرة مثالية وعاطفية في الفنون الجورجية إلى الثقافة الرومانية وفي ذاكرة التاريخ. وقد ظلت رمزًا هامًا في الثقافة العامة الجورجية وقد طوبتها الكنيسة الأرثوذكسية الجورجية كقديسة بوصفها «الملكة تامار المقدسة» (بالجورجيّة: წმიდა კეთილმსახური მეფე თამარი)، حيث يتم إحياء ذكراها في العيد بتاريخ 14 من مايو.
حسب التقاليد المسيحية يُعّد القديس جرجس شفيع وراعي جورجيا، واتخذت جورجيا لاحقًا صليب القديس جرجس في القرن الخامس من خلال الملك الجورجي فاختانغ جورجازالي باعتباره رمزًا للدولة وأمته. في القرن الثالث عشر استخدمت تامار ملكة جورجيا علم القديس جرجس أثناء حملتها ضد الأتراك السلاجقة. وأضيف في وقت لاحق صلبان القدس الأربعة من قبل الملك جورج الخامس الذي طرد المغول من جورجيا عام 1334. سقط العلم مع ضم جورجيا إلى اللأراضي الروسية، وإلغاء النظام الملكي الجورجي. لكن تم إحياء العلم من قبل التيار الوطني الجورجي في سنة 1990. وأيدت غالبيّة الجورجيين، بما في ذلك بطريرك الكنيسة الجورجية الرسولية الأرثوذكسية إيليا الثاني كاثوليكوس، استعادة علم جورجيا الذي يعود إلى العصور الوسطى وعصور جورجيا الذهبيّة. وأخيرًا اعتمد العلم من قبل البرلمان الجورجي في 14 يناير من عام 2004. وقد أقرت رسميًا بموجب مرسوم رئاسي وقعه ميخائيل ساكاشفيلي في 25 يناير، بعد انتخابه رئيسًا لجورجيا.
تأثرت ثقافة جورجيا في العصور الوسطى إلى حد كبير بالمسيحية الأرثوذكسية الشرقية والكنيسة الجورجية الأرثوذكسية، التي شجعت كثيرًا على إنشاء العديد من أعمال التفاني الديني. وشملت هذه الكنائس والأديرة والأعمال الفنية مثل الأيقونات وسير القديسين الجورجيين. بالإضافة إلى ذلك، تم أيضًا كتابة العديد من الأعمال العلمانية للتاريخ الوطني حول أساطير وسير القديسين. يُعد الفن الكنسي الجورجي أحد أكثر جوانب العمارة المسيحية الجورجي بهاء، حيث يجمع بين طراز القبة الكلاسيكي والطراز الكاتدرائي الأصلي مشكلاً ما يعرف حاليًا بطراز قبة الصليب الجورجي. تطور هذا النمط من العمارة في جورجيا خلال القرن التاسع، بينما قبل ذلك تبعت معظم الكنائس الجورجيَّة الطراز الكاتيدرائي. يُمكن العثور على أمثلة أخرى على العمارة الكنسية الجورجية خارج جورجيا منها دير باشكوفو في بلغاريا (بني عام 1083 من قبل القائد العسكري الجورجي غريغوري باكورياني)، ودير ايفيرون في اليونان (بناه الجورجيون في القرن العاشر)، ودير الصليب في القدس (بناه الجورجيون في القرن التاسع).

مخطوطة جورجية للكتاب المقدس
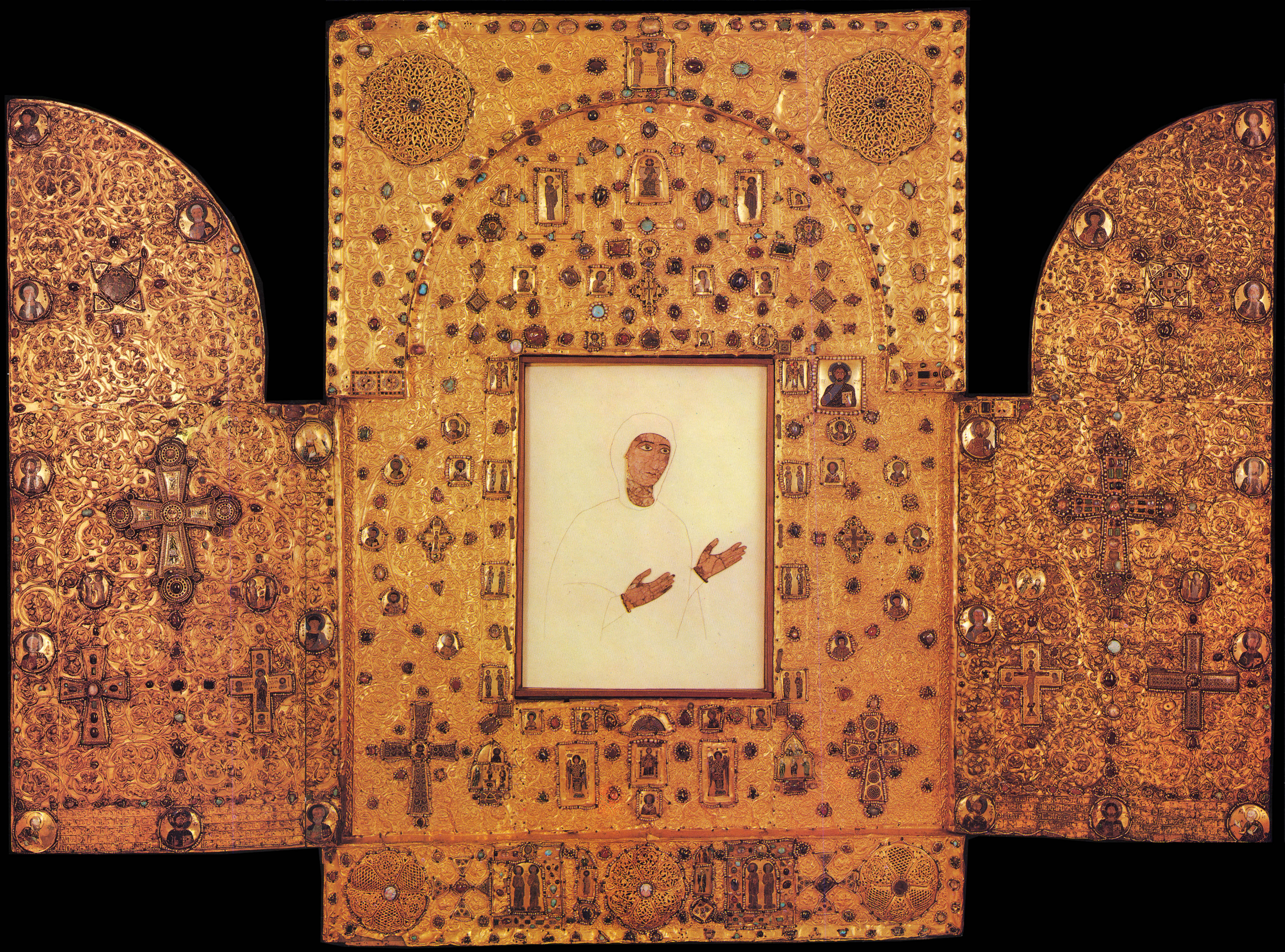
أيقونة الخاخولي؛ وهي لوحة ثلاثية الدرفات
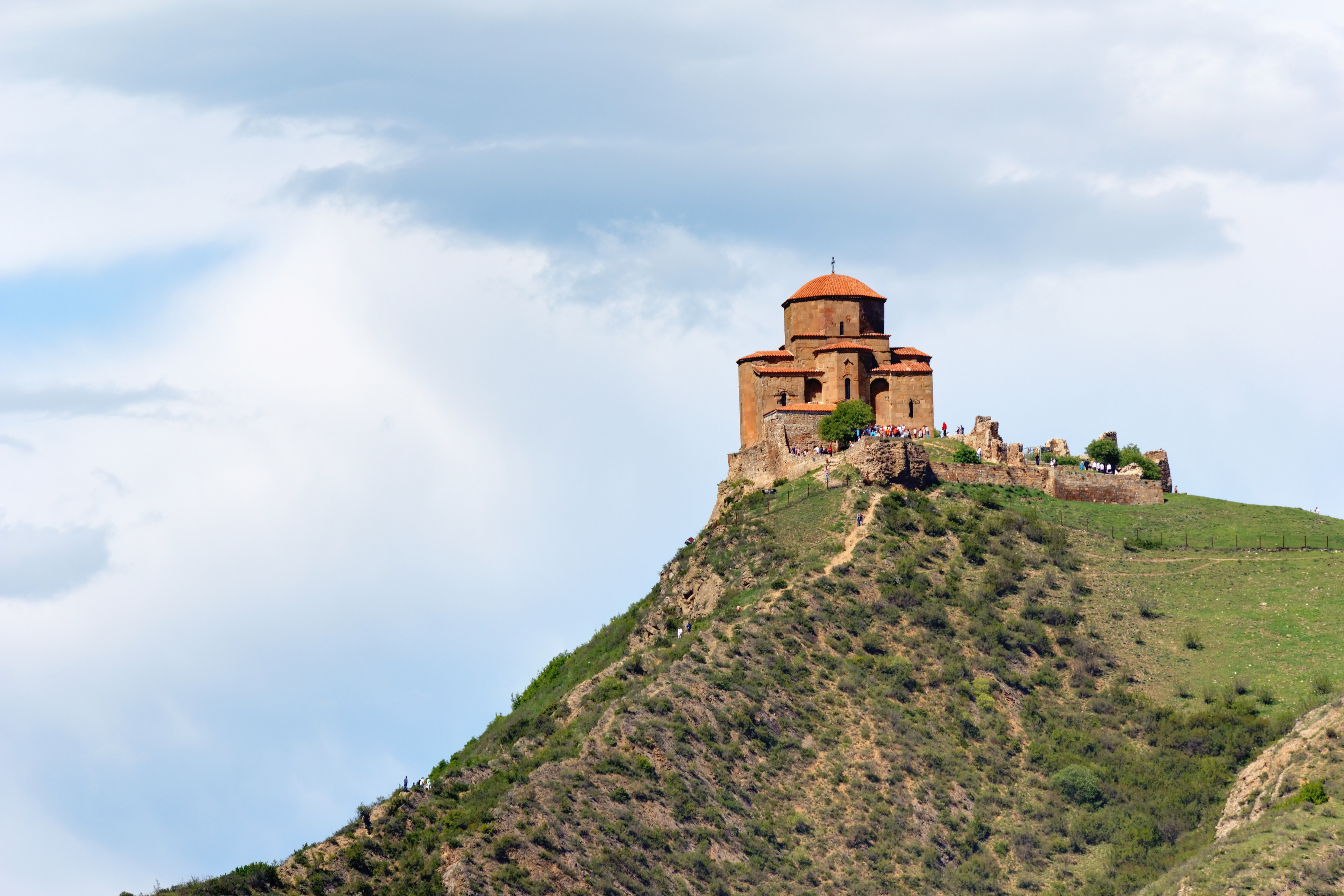
دير جفاري من المراكز الفكرية المسيحية الجورجية في العصور الوسطى
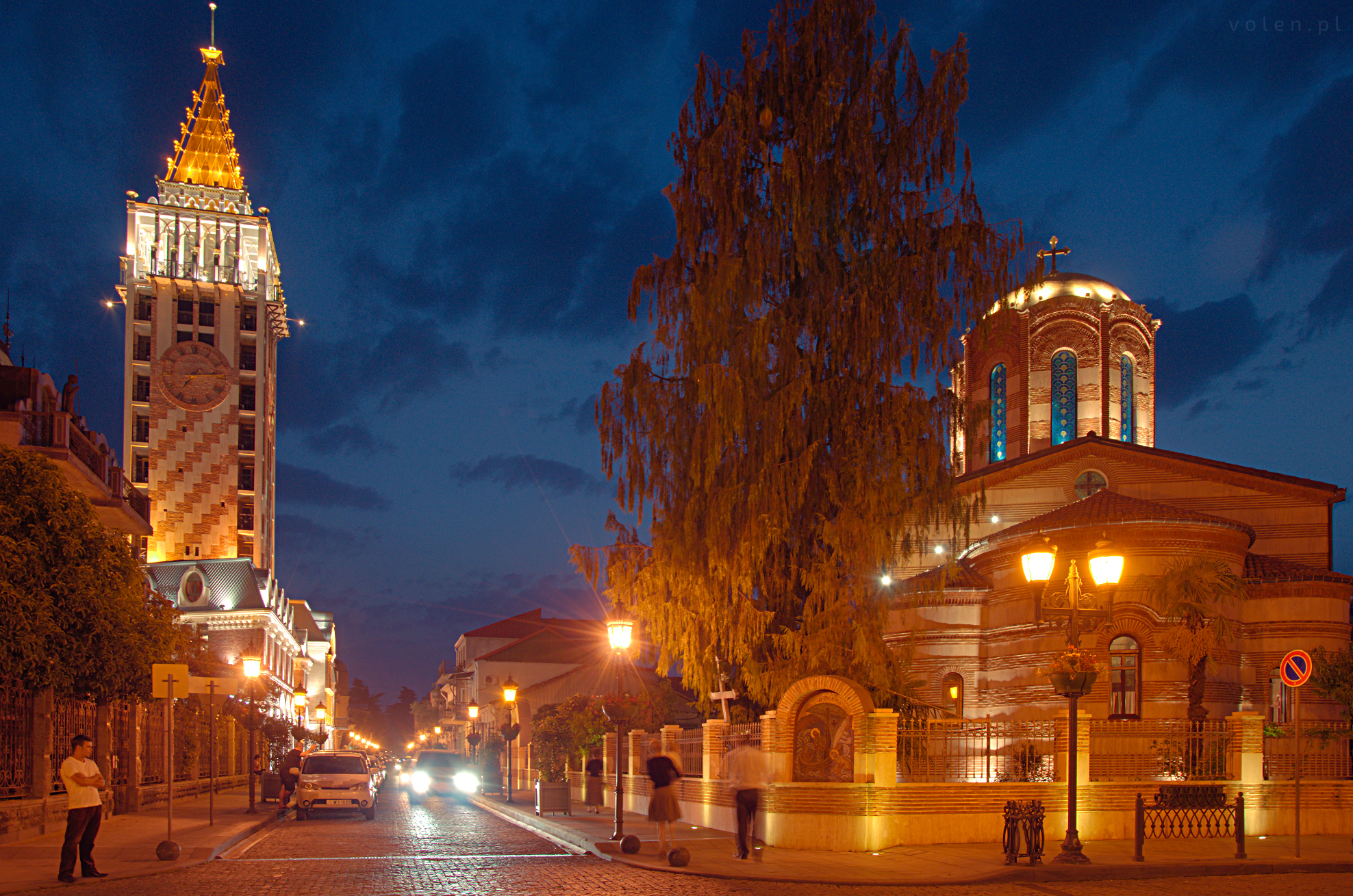
كنيسة أرثوذكسية في باطوم
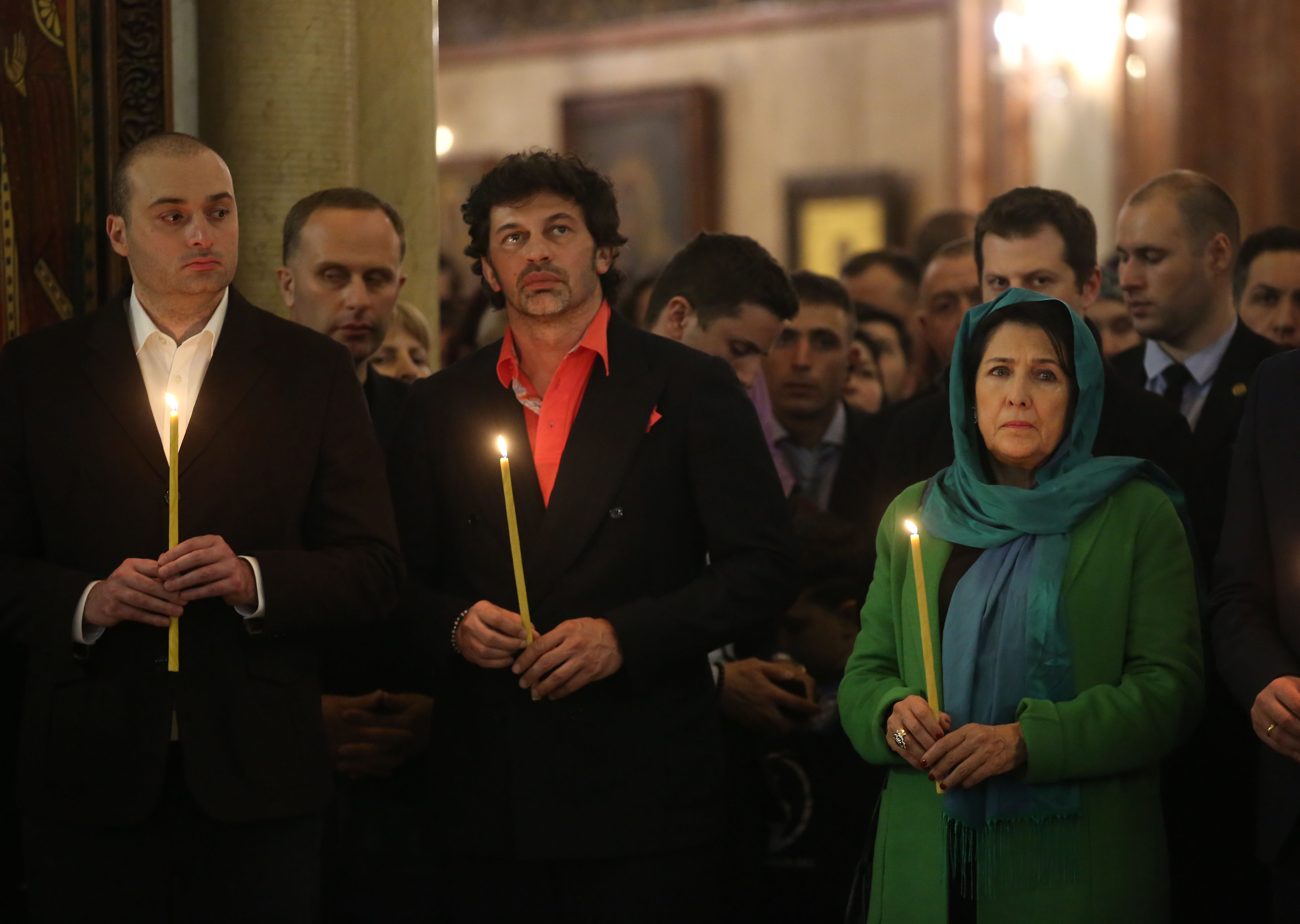
احتفالات عيد القيامة في كاتدرائية ساميبا بتبليسي

## الحضور المجتمع

### السياسية

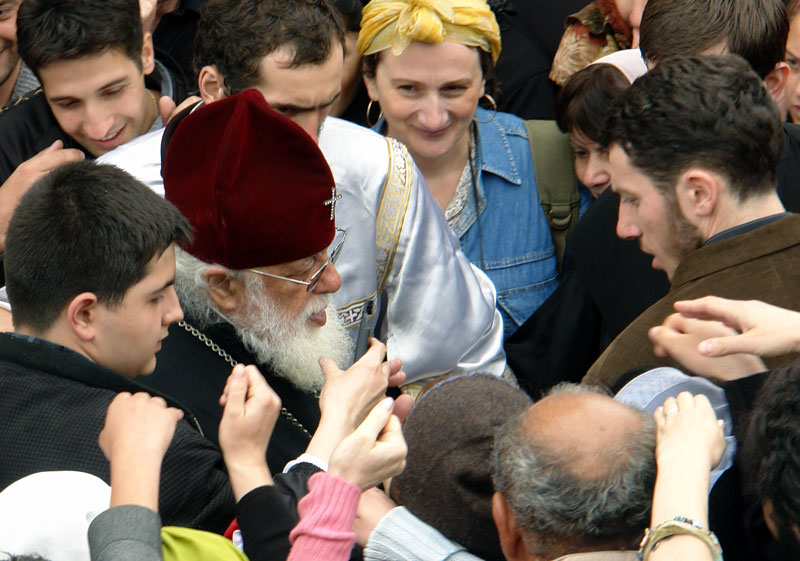
يُحظى البطريرك إيليا الثاني بإحترام وشعبية في البلاد.

تضمن المادة التاسعة من دستور جورجيا الحالي «الحرية الكاملة في المعتقد والدين»، مع الاعتراف بـ «الدور الخاص للكنيسة الجورجية الأرثوذكسية في تاريخ جورجيا»، وتظل الكنيسة منفصلة عن الدولة. في عام 2002 تمت المصادقة على اتفاق خاص بين الدولة الجورجية والكنيسة الجورجية الأرثوذكسية والذي منحها حقوقًا قانونية خاصة لم تُمنح للمجموعات الدينية الأخرى، بما في ذلك الحصانة القانونية للبطريرك الجورجي الأرثوذكسي، والإعفاء من الخدمة العسكرية لرجال الدين الأرثوذكس، ودفع الحكومة الرواتب الشهرية لجميع رجال الدين العاملين في الكنيسة وأسرهم، وزيادة الدور الاستشاري للكنيسة في التعليم والجوانب الأخرى للحكومة.
يُعرف عن البطريرك إيليا الثاني بأنه من دعاة الملكية الدستورية كشكل من أشكال الحكم في جورجيا. في 7 أكتوبر عام 2007، دعا علناً في خطبة للنظر في إقامة ملكية دستورية في ظل سلالة باغراتيوني التي طردتها الإمبراطورية الروسية من التاج الجورجي في أوائل القرن التاسع عشر. وتزامنت هذه الدعوة مع تصاعد المواجهة بين حكومة الرئيس ميخائيل ساكاشفيلي والمعارضة، حيث رحب العديد من أعضاء المعارضة باقتراح البطريرك. في يونيو عام 2018 قدم البطريرك مباركة رسمية وأشرف على حفل زفاف الأمير خوان دي باغراتيوني-موخراني وكريستين دزيدزيغوري في كاتدرائية سفيتيتسخوفيلي.
في ديسمبر من عام 2015، صرّح البطريرك إيليا الثاني أنه يرغب في الحصول على سلطة منح العفو للأفراد المدانين بارتكاب جرائم، وهي سلطة يمنحها الدستور الجورجي فقط للرئيس. تسبب الاقتراح في رد فعل عنيف بين مجموعات المجتمع المدني الجورجي، التي حذرت من زحف البلاد نحو «الثيوقراطية». رفض رئيس مجلس النواب دافيد أوسوباشفيلي فكرة البطريرك بأدب، قائلاً إنًّ إصدار العفو ومغفرة الذنوب أمران منفصلان وأن العفو القانوني هو من اختصاص رئيس الدولة. في أعقاب رد الفعل، تراجع البطريرك عن طلبه في رغبته بالحصول هلى صلاحيات العفو، قائلاً إن ذلك جاء بعد زيارته ولقائه لنزلاء في السجن في جو «عاطفي للغاية» وأن الفكرة يجب أن تؤخذ على أنها تعبير عن التعاطف تجاه النزلاء في السجن، وليس على أنها «طلب بمناقشة هذا الاقتراح على المستوى التشريعي».

### القضايا الأخلاقية

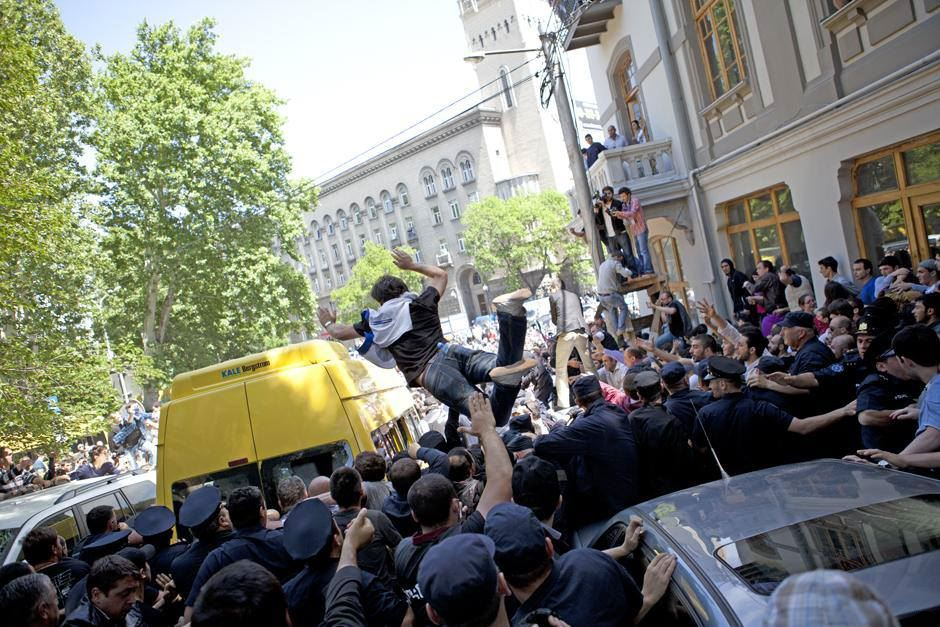
الاحتجاجات العنيفة ضد المثليين في تبليسي عام 2003: شارك فيها عشرات رجال الدين الأرثوذكس.

لا تزال العلاقات الجنسية خارج إطار الزواج من التابوهات في المجتمع الجورجي الأرثوذكسي المحافظ، وفقاً لمركز بيو للأبحاث يعتبر حوالي 76% من الجورجيين الأرثوذكس أنَّ العلاقات الجنسية خارج إطار الزواج عموماً هي ممارسة غير أخلاقية، وترتفع نسبة الرافضين لفكرة إنجاب النساء خارج إطار الزواج أو ممارسة الإناث الجنس قبل الزواج، حيث يعتبر معظم الجورجيين الأرثوذكس ذلك خطيئة وممارسة غير أخلاقية. شهدت التيارات العلمانية وغير الدينية انخفاضاً حاداً منذ سقوط النظام الشيوعي بسبب تزايد شعبية الكنيسة الجورجية الأرثوذكسية وحقيقة أن الإيمان الديني بشكل عام «أصبح رائجًا» في المجتمع الجورجي، كما وأصبح المجتمع الجورجي أكثر تديناً ومحافظاً. ترفض الكنيسة الأرثوذكسية المثلية الجنسية، والإجهاض، وتطالب بمراقبة التلفزيون لإزالة المحتوى الجنسي، كما ونددت في السابق بمحتوى الكتب المدرسية «لعدم وطنيتها» الكافية.
في عام 2013 ضغطت الكنيسة الجورجية الأرثوذكسية دون جدوى على الحكومة الجورجية لحظر عمليات الإجهاض، التي وصفتها «بالخطيئة الرهيبة» و«القتل الشنيع»، بينما ألقت باللوم عليها في «الوضع الديموغرافي الخطير» المفترض في البلاد. وتجاهل رئيس وزراء جورجيا آنذاك بدزينا إفنشفلي الاقتراح، مُشيراً إلى أن حل المشكلات الديموغرافية «يحتاج أولاً وقبل كل شيء إلى التنمية الاقتصادية». وفقاً لإحدى التقديرات يقول 69% من الجورجيين إنه لا يمكن أبدًا تبرير الإجهاض، في السنوات الأخيرة، انخفضت معدلات الإجهاض إلى حد ما، ولكن بسبب الزيادة في استخدام وسائل منع الحمل بين الجورجيين، وهو ما تدينه الكنيسة أيضًا.
يُميل الجورجيون إلى تبني آراء سلبية حول المثلية الجنسية، حيث وفقاً للإستبيانات حوالي يعتقد 91.5% من الجورجيين أنَّ المثلية الجنسية غير مقبولة أبداً. ومع ذلك، وفقًا لاستطلاع إحصائي تم إجراؤه في عام 2013 في تبليسي حول موضوع العنف ضد المثليين، قال 87% من المستطلعين أن العنف «غير مقبول دائمًا» ووافق 91% على أن «الجميع يجب أن يكونوا متساوين أمام القانون - بما في ذلك رجال الدين». في الوقت نفسه، اعتقد 57% أنه لا ينبغي محاكمة رجال الدين الأرثوذكس الذين شاركوا في أعمال عنف ضد المثليين خلال احتجاجات عام 2013 في تبليسي، وعارض 40% من المستجيبين فكرة أن الكنيسة يجب أن تكون غير متسامحة تجاه الأقليات الجنسية، ووافق 45% على عدم تسامح الكنيسة تجاه الأقليات الجنسية، بينما كان 15% غير متأكدين.
في 17 مايو 2013 تم تنظيم أول مسيرة مناهضة لرهاب المثلية الجنسية في تبليسي، أدّى ذلك إلى تجمهر آلاف المتظاهرين المعارضين للمثلية الجنسية، والذين سُمح لهم باختراق الطوق الأمني للشرطة وملاحقة النشطاء المثليين وضربهم ورشقهم بالحجارة. قبل ذلك بيومين، دعا البطريرك إيليا الثاني الحكومة الجورجية إلى حظر مسيرة حقوق المثليين، واصفًا المثلية الجنسية بأنها «حالة شاذة ومرض». وفي اليوم السابق للتجمع، صرح رئيس الوزراء بدزينا إفنشفلي أن أفراد مجتمع الميم «لهم نفس الحقوق مثل أي مجموعات اجتماعية أخرى» في جورجيا. في 17 مايو تجمع عشرات من نشطاء حقوق المثليين في وسط مدينة تبليسي للمشاركة في المسيرة، وهي خطوة أغضبت أعضاء الكنيسة الأرثوذكسية حيث احتج ما يقرب من 20,000 من أعضاء الكنيسة الجورجية الأرثوذكسية بقيادة رجال الدين، مما أدى إلى وقوع اشتباك عنيفة في حديقة بوشكين بالقرب من ميدان الحرية. تشير المصادر إلى أن قوات الشرطة لم تمنع المتظاهرين الأرثوذكس ورجال الدين بمهاجمة النشطاء المثليين. ووفقًا لمصادر مختلفة، أصيب بين 17 إلى 28 شخصًا نتيجة الاشتباكات.

## الإلترام الديني

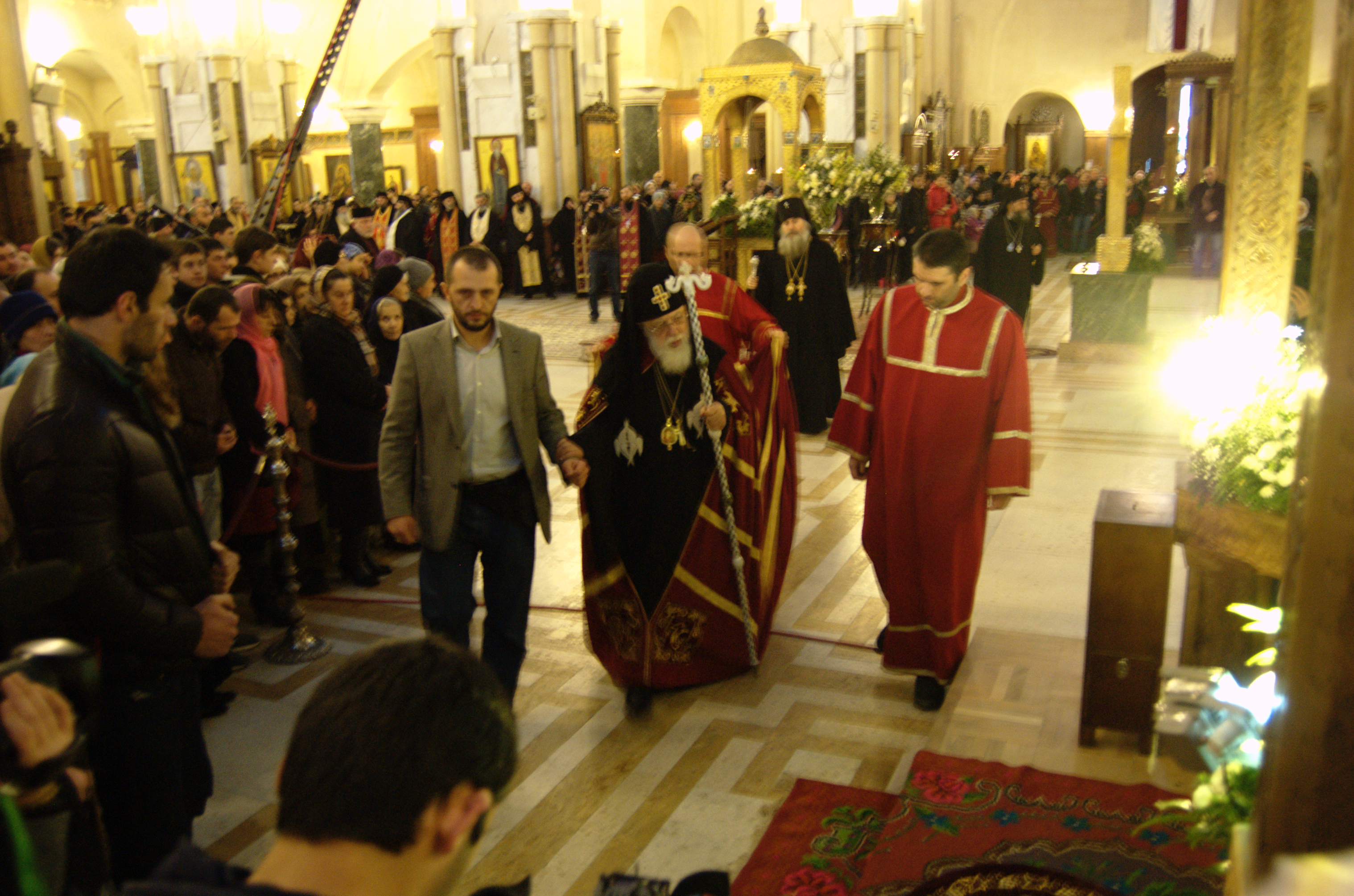
إيليا الثاني يقود الصلوات في كاتدرائية ساميبا في تبليسي.

وجدت دراسة قامت بها مركز بيو للأبحاث عام 2015 أنَّ حوالي 99% من الجورجيين يؤمنون في الله، وحوالي 92% منهم يعتبرون للدين أهميَّة في حياتهم، وقد وجدت الدراسة التي قامت بها مركز بيو للأبحاث عام 2015 أنَّ حوالي 17% من الجورجيين يُداومون على حضور القداس على الأقل مرة في الأسبوع، بالمقارنة مع 48% يُداومون على على حضور القداس على الأقل مرة في الشهر أو السنة. في حين أنَّ 40% من الجورجيين الأرثوذكس يُداومون على الصلاة يوميًا.
وقد وجدت الدراسة أيضًا أنَّ حوالي 34% من الجورجيين الأرثوذكس يُداوم على طقس المناولة ويصوم حوالي 25% خلال فترات الصوم. ويقدم حوالي 12% منهم الصدقة أو العُشور، ويقرأ حوالي 38% الكتاب المقدس على الأقل مرة في الشهر، في حين يشارك 38% معتقداتهم مع الآخرين. ويملك حوالي 96% من الجورجيين الأرثوذكس أيقونات مقدسة في منازلهم، ويضيء حوالي 94% الشموع في الكنيسة، ويرتدي 81% الرموز المسيحيَّة. عمومًا حصل حوالي 98% من مجمل الجورجيين الأرثوذكس على سر المعمودية، ويقوم 79% من الأهالي الجورجيين الأرثوذكس بالتردد مع أطفالهم للكنائس، ويقوم 45% بإلحاق أولادهم في مؤسسات للتعليم الديني و53% بالمداومة على قراءة الكتاب المقدس والصلاة مع أولادهم.

### الهوية

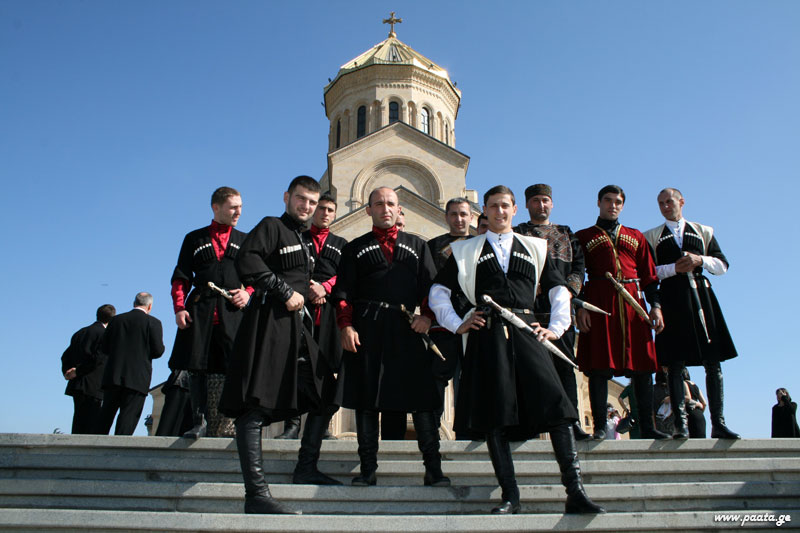
جورجيين في لباسهم التقليدي أمام كاتدرائية ساميبا: تحتل الأرثوذكسيَّة مكانة هامة في الهوية الوطنيَّة الجورجيَّة.

قال حوالي 81% من الجورجيين أن كون المرء مسيحيًا هو جزءًا «هامًا ومركزي» أو إلى «حد ما» من الهوية الوطنية. وينقسم الجورجيين الأرثوذكس بين أولئك الذين يقولون أن جوهر هويتهم المسيحيَّة هي في المقام الأول مسألة دينيَّة (57%)، وأولئك الذين يقولون أن هويتهم المسيحيَّة مرتبطة أساسًا بالتقاليد العائلية أو الهوية الوطنية (29%)، وأولئك الذين يقولون أنَّ هويتهم المسيحيَّة هي مزيج من الدين والتقاليد العائلية أو الهوية الوطنية (13%).
بحسب الدراسة قال حوالي 99% من الجورجيين الأرثوذكس بأنَّ هويتهم المسيحيَّة هي مصدر فخر واعتزاز بالنسبة لهم، في حين قال 72% من الجورجيين الأرثوذكس أنَّ لديهم شعور قوي بالانتماء للمجتمع الأرثوذكسي في العالم، وقال 100% من الجورجيين الأرثوذكس أنَّه سيربي أبناه على الديانة المسيحيَّة. ويوافق 81% من الجورجيين على التصريح أنَّ الأرثوذكسيَّة هي عاملًا هامًا لكي تكون وطنيًا.

### القضايا الإجتماعية والأخلاقية والسياسية
يعتبر حوالي 88% من الجورجيين أن تعاطي المخدرات عمل غير أخلاقي، و91% يعتبر أن الدعارة عمل غير أخلاقي، ويعتبر حوالي 90% المثلية الجنسية ممارسة غير أخلاقية، ويعتبر حوالي 65% الإجهاض عمل غير أخلاقي، ويعتبر حوالي 36% أن شرب الكحول عمل غير أخلاقي، في حين يعتبر حوالي 76% العلاقات الجنسية خارج إطار الزواج ممارسة غير أخلاقية، ويعتبر حوالي 31% الطلاق عمل غير أخلاقي. ويؤيد 3% من الجورجيين الأرثوذكس زواج المثليين.
يؤيد 62% من الجورجيين الأرثوذكس تصريح أنَّ «روسيا ملتزمة في حماية المسيحيين الأرثوذكس خارج حدودها»، ويرى أقل من 1% من الجورجيين الأرثوذكس أنَّ بطريركية موسكو هي أعلى سلطة دينية في العالم الأرثوذكسي، بالمقارنة مع 1% يرى أنَّ بطريركية القسطنطينية المسكونية هي أعلى سلطة دينية، ويرى 93% أن الكنيسة الجورجية الأرثوذكسية هي أعلى سلطة دينيَّة. يرى حوالي 62% من الجورجيين أن الأرثوذكسية هي عامل أساسي لكي تكون مواطن جورجي حقيقي. ويتفق 85% من الجورجيين الأرثوذكس مع تصريح «شعبي ليس كاملًا، لكن ثقافتنا متوفقة على الآخرين».